# Křovinná vegetace

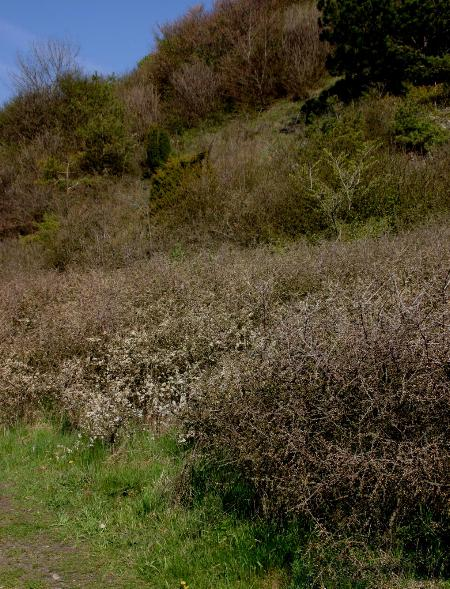
Trnkové houští ze svazu Berberidion vulgaris

Křovinná vegetace je souhrnný název pro vegetační typy a biotopy, v jejichž rostlinné složce dominují keře. Mohou se vyskytovat přirozeně v oblastech, kde klimatické podmínky nedovolují růst stromů, nebo jako výsledek lidských změn či opakovaných disturbancí v krajině. V různých klimatických a vegetačních pásech mohou nabývat nejrůznějších podob, od hustých, vysokých a zcela neprůchodných porostů po řídké, roztroušené skupiny nízkých keříků v polopouštních a arktických oblastech. Přechody mezi jednotlivými formacemi jsou neostré, na okrajích křoviny zpravidla plynule přecházejí do lesního porostu nebo do lesostepní či stepní vegetace. Mohou kolem nich být vyvinuty i květnaté bylinné lemy. Mnohé křovinaté biotopy ve světě (fynbos, chaparral, kwongan a další) patří k hotspotům biologické diverzity s mnoha endemickými druhy rostlin a živočichů; naopak jednotvárné sukcesní křoviny složené z několika málo dominantních druhů keřů, doprovázené porosty běžných ruderálů, jsou projevem degradované lokality a jejich expanze má na biodiverzitu negativní vliv. Hojně diskutovaným jevem je v této souvislosti expanzní šíření křovin do travnatých biomů ve světě, tzv. shrub encroachment.
V kulturní krajině mají křoviny významnou ekologickou funkci jako zdroj potravy a úkrytu pro drobné živočichy. Na porosty křovin je vázána celá řada živočichů, jak obratlovců, tak bezobratlých, kterým poskytují dostatek možností k úkrytu, obživě, hnízdění, lovu a dalším životním aktivitám. Významný je také jejich protierozní, půdoochranný a vodohospodářský vliv na okolní krajinu. Jejich porosty zpevňují svahy a říční břehy, pomáhají při zadržování srážek a slouží jako větrolamy. Coby součást lesního pláště přispívají ke stabilitě lesů. Křoviny v krajině, zejména kolem frekventovaných komunikací, zachytávají prach, snižují hluk a zvyšují vzdušnou vlhkost. V neposlední řadě je důležitá též jejich funkce krajinotvorná a estetická, využívaná v krajinářské a sadovnické tvorbě, pro kterou keřovité porosty skýtají mnohočetné využití. Člověku porosty křovin odedávna přinášely též hmotný prospěch v podobě sběru drobných plodů (slívy, bezinky, lískové oříšky, šípky) a hub, lapání drobného ptactva (čižba), řezání pružných vrbových a lískových prutů nebo palivového a řezbářského dřeva. Živelně bující neprostupná změť často trnitých výhonů může však zároveň být lidmi vnímána jako zanedbaná a neupravená a jejich hodnota je často přehlížena. Mnoho cenných krajinných křovisek bylo ve střední a východní Evropě zničeno při scelování zemědělských pozemků ve 20. století, další naopak přirozeně vznikají při opuštění dříve využívaných pozemků.

## Přirozené a druhotné křoviny ve světě
Křoviny jsou trvalým a stabilním společenstvem v místech, kde stanovištní podmínky, především sucho, mělká chudá půda, časté požáry nebo mráz neumožňují růst stromů. Biomy s dominancí přirozených křovin jsou rozšířeny především v suchých oblastech subtropů a tropů na všech kontinentech: vyskytují se zde v polopouštích a na okrajích pouští, na slaniskách, mnohé rostou též v savanách a na méně produktivních stanovištích suchých tropických lesů. Na nepříznivé životní podmínky jsou tyto křoviny dobře adaptovány například sukulencí, redukcí listů a jejich opadem v období sucha, sklerofylií nebo rozsáhlými kořenovými systémy: uvádí se, že v biomu křovin je poměr podzemní versus nadzemní biomasy zhruba 2,3:1. Mnohé z nich jsou též výrazně trnité nebo aromatické coby ochrana před okusem. Flóra i vegetace xerických křovin je poměrně bohatá, s vysokou alfa i beta diverzitou a mnoha evolučně přizpůsobenými endemity; k pozoruhodným společenstvům patří namibské Karru, Čivavská poušť v Mexiku, madagaskarské ostnité houštiny nebo křoviny australského Carnarvonu. V mnoha oblastech jsou ohroženy pastvou, nadměrným vypalováním či snahou o zemědělské využití a jejich obnovný potenciál je vzhledem k malé produktivitě stanovišť nízký.
Přirozené křoviny jsou časté též v oblastech se středomořským typem klimatu, mnohé z nich jsou však i sekundárního původu a vznikly degradací původních lesů. Některé, jako kalifornský chaparral, jihoafrický fynbos nebo australský kwongan, patří k nejvýznamnějším hotspotům světové biodiverzity. Podobně jako předchozí jsou adaptovány na dlouhé horké léto bez srážek a mnohdy též na pravidelné požáry, na kterých závisí jejich zmlazování.
Křoviny v mírných zeměpisných šířkách jsou vesměs pouze sukcesním stadiem v přechodu od nelesního společenstva k lesnímu a pro svou trvalou existenci potřebují režim zmlazování průběžnými disturbancemi, jako je průřez, pastva či občasné vypálení. Dlouhodobě stabilní mohou být v místech primárního či blokovanou sukcesí udržovaného bezlesí (viz níže u popisu jednotlivých společestev), případně okolo klimatické a výškové hranice lesa (kosodřevina, keříčková tundra). Zvláštní kapitolou pak jsou vysokohorské erikoidní křoviny tropických hor (Kilimandžáro, Mount Kenya, Kinabalu) či různorodá vegetace izolovaných ostrovů (Galapágy, Havaj).

## Ekologická funkce a hodnota křovin

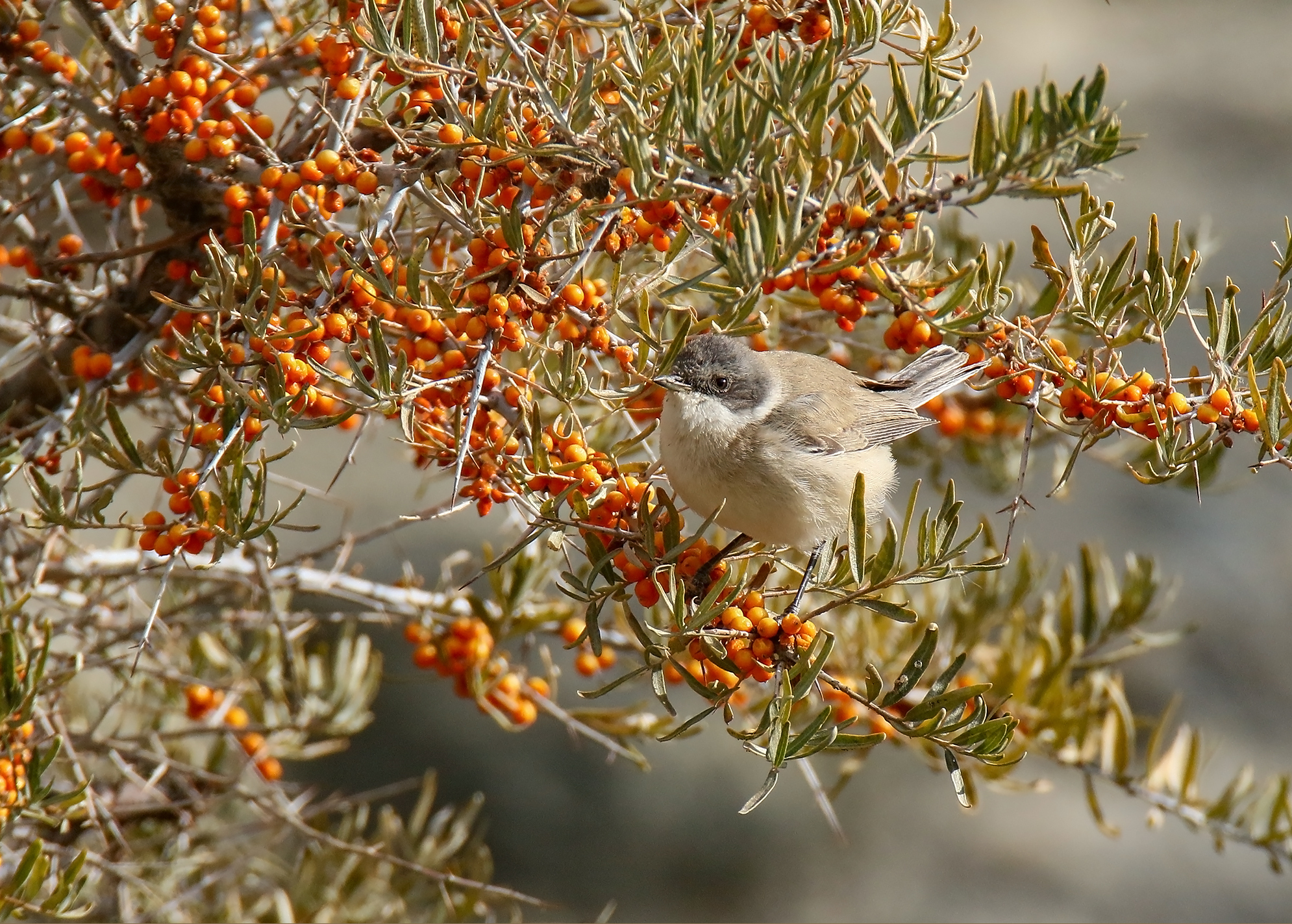
Ptactvu poskytují křoviny hojnost potravy a úkrytu

Význam a hodnotu křovinných společenstev je vzhledem k jejich proměnlivosti a celosvětovému výskytu obtížné postihnout ve zkratce a úplnosti. Primární křoviny suchých oblastí jsou svébytným, komplexním ekosystémem, v němž často nalezneme endemické organismy s mnoha vyhraněnými biologickými adaptacemi. Z býložravců zde převažují přežvýkavci schopní využít tuhé a málo výživné listy xerofytních keřů, hojní jsou konzumenti semen a plodů, jako jsou hlodavci či ptáci. Domov zde nachází řada druhů plazů. Šelmy jsou zastoupeny šakaly, kojoty i různými malými kočkami, jako je karakal, puma či jaguarundi. 
V české kulturní krajině vyhledávají porosty křovin z brouků například střevlíci, z obojživelníků a plazů ropuchy, slepýši nebo užovka stromová, ze savců například řada druhů myšic, rejsci, zajíci, ježci a různé lasicovité šelmy. Mezi nejhojněji zastoupená patří společenstva ptáků: hnízdí zde třeba různé pěnice, zvonci, slavíci, červenky, konopky, drozd brávník, budníček menší, strnad obecný, linduška úhorní, dudek a další. Typickými obyvateli trnitých křovin jsou ťuhýci, ukrývají se v nich též větší hrabaví ptáci jako bažanti, koroptve nebo křepelky. Hnízdění v hustých křovinách brání ptactvo jak před predátory, tak před nepříznivými povětrnostními podmínkami, především v zimě. Z rostlin mohou křoviny být biotopem i pro některé vzácnější orchideje, například vstavač nachový, vstavač bledý, některé kruštíky, tořiče nebo okrotice; doprovodná bylinná společenstva mohou zahrnovat druhy luční, lemové, hájové, ruderální i typicky křovinné. Řada druhů keřů je medonosných. Vyskytují se zde také mnohé druhy hub, jako jsou například májovky, podtrnky, smrže, kačenky nebo strmělky, případně i bedly. V temperátních pastevních lesích jsou křoviny důležitým faktorem podporujícím zmlazování stromového patra, neboť poskytují semenáčkům dřevin ochranu před okusem. Významnou ekologickou i ochranářskou funkci mají především pokud se jedná o druhově bohaté, vícepatrové porosty věkově, sukcesně, prostorově i tvarově diferencované, obsahující prosvětlené i zastíněné, dostatečně husté partie a květnaté bylinné lemy.

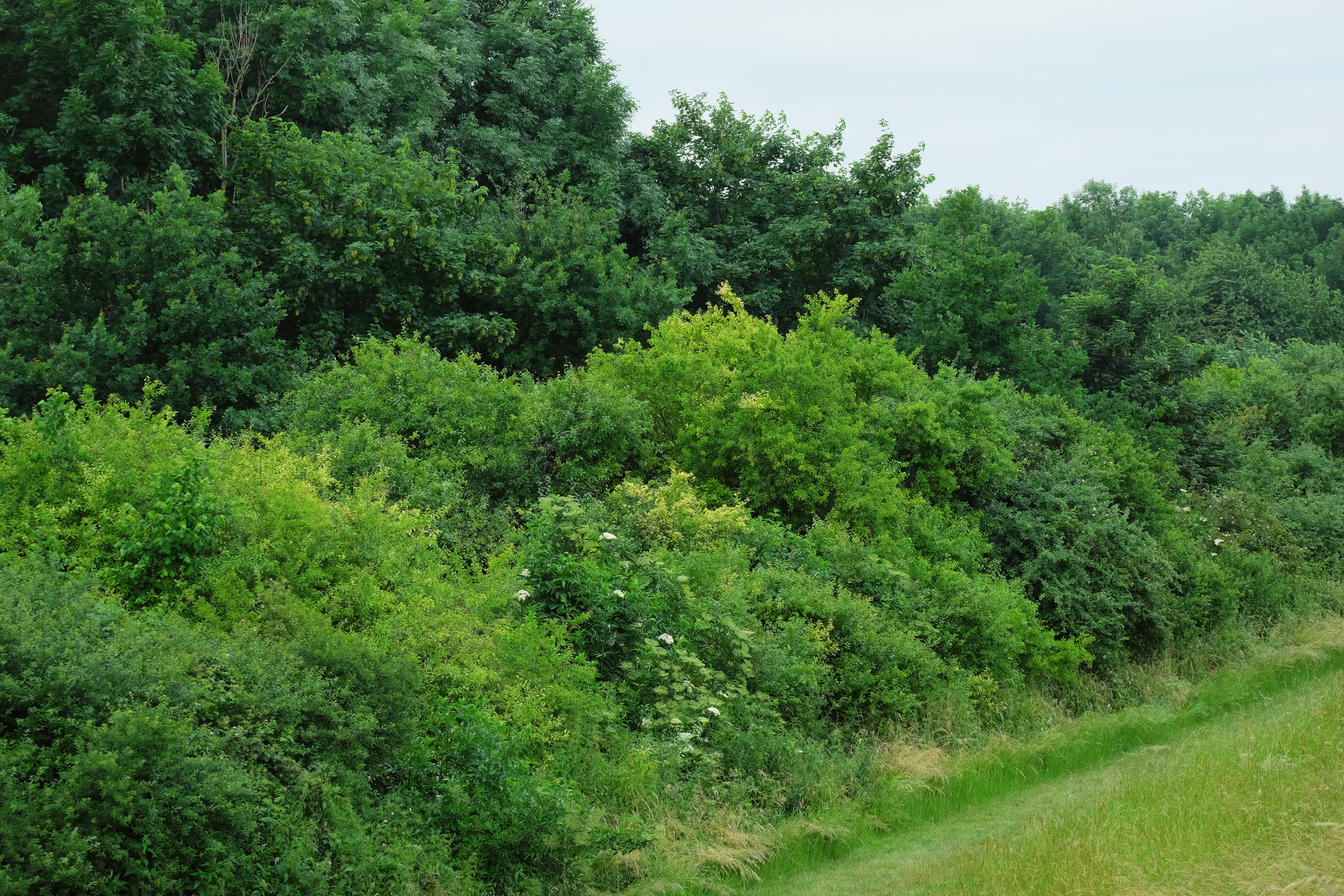
Křoviny tvořící lesní pláště jsou důležitou ekologickou složkou kulturní krajiny

Husté jednotvárné křoviny složené z několika málo dominantních druhů keřů, doprovázené porosty běžných ruderálů a expanzních bylin (v českém prostředí např. ovsíku nebo třtiny křovištní) jsou naproti tomu projevem degradované lokality a jejich expanze například do otevřených lučních, lesostepních či stepních porostů má často negativní vliv na jejich biodiverzitu (viz níže). Zároveň jsou ale například i běžné vysoké mezofilní křoviny v Evropě paradoxně řazeny mezi zranitelné biotopy: ačkoli se jejich plocha za posledních 50 let několikanásobně zvýšila, druhová diverzita a biotická kvalita těchto porostů až o 75 % poklesla. Na vině je kromě přirozených sukcesních procesů na neudržovaných lokalitách, ruderalizace a šíření nepůvodních druhů též špatně nastavený ochranářský systém, který v plánech péče křoviny často buď zcela přehlíží, nebo je automaticky považuje za podřadnou vegetaci určenou k vymýcení.

### Problematika expanzního šíření křovin (shrub encroachment)

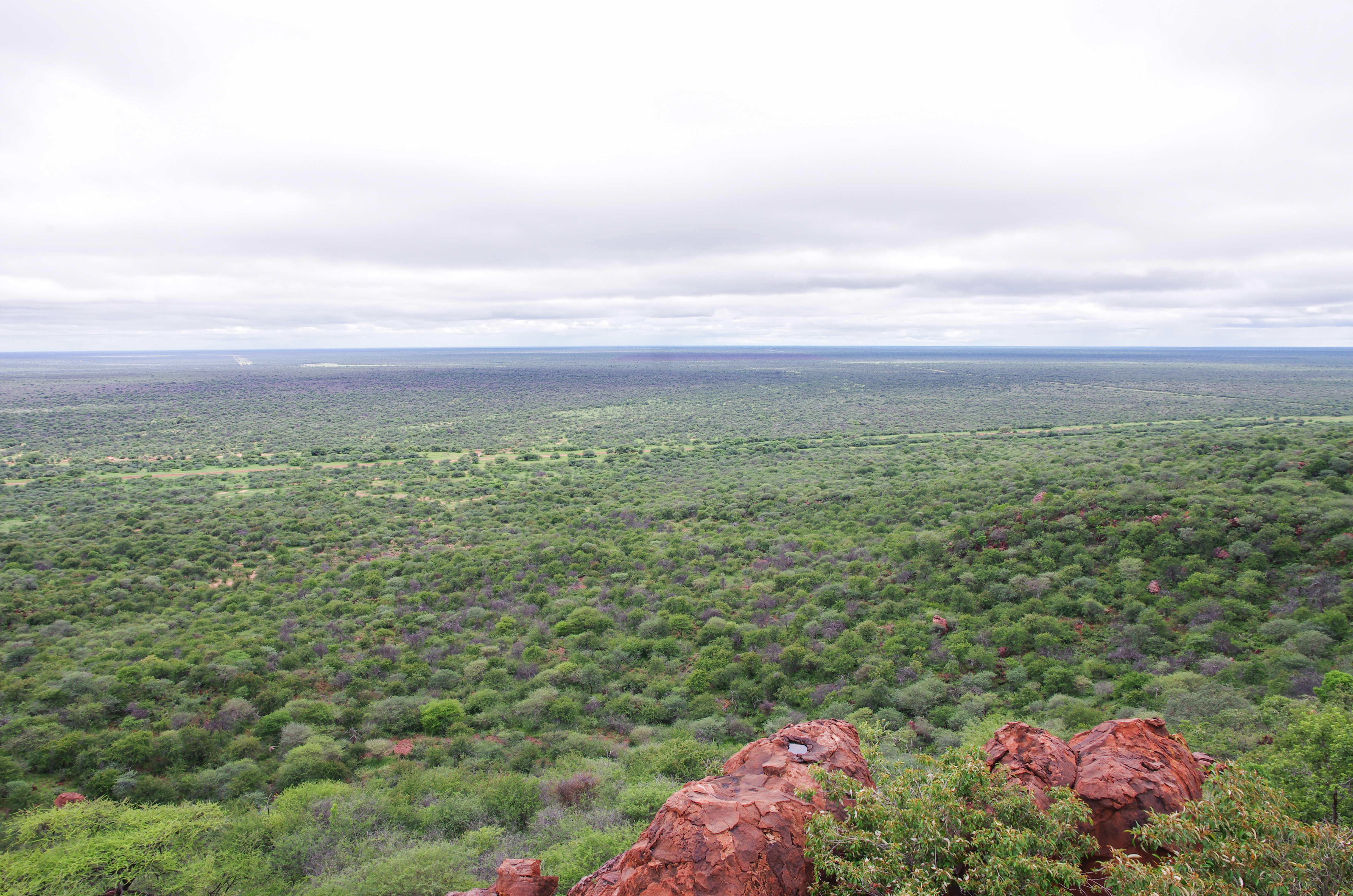
Savana v Namibii zasažená expanzí křovin

Velmi diskutovaným jevem posledních několika dekád je expanze křovin do semiaridních a travinných společenstev (tzv. shrub encroachment či obecněji woody plants encroachment). Značného rozsahu dosahuje především v savanách východní Afriky, do nichž se expanzně šíří zejména různé keře z čeledi bobovitých (akácie, vachelie, senegalie, naditec), a v polopouštích a prériích Severní Ameriky (zde k nejčastěji pronikajícím dřevinám patří naditce, larea, ale též jalovec virginský); je ale dokumentován i z Austrálie, jižní Afriky a Evropy a zasažena jím jsou též společenstva severské tundry. Příčiny tohoto jevu jsou složité a skládají se z mnoha dílčích faktorů. V evropských podmínkách jde zpravidla o sukcesní procesy na opuštěných plochách, související se změnami využívání krajiny ve 2. polovině 20. století. Jinde jsou na vině extrémní jednostranné vypásání dobytkem, které potlačuje bylinné patro porostu a uvolňuje tak prostor a zdroje pro expanzi hlouběji kořenících, často trnitých keřů, změny v režimu pravidelných požárů, vyhubení šelem i velkých býložravců, introdukce nepůvodních dřevin a v neposlední řadě též klimatická změna, vyšší obsah oxidu uhličitého v atmosféře a eutrofizace spojená se spady atmosférického dusíku.

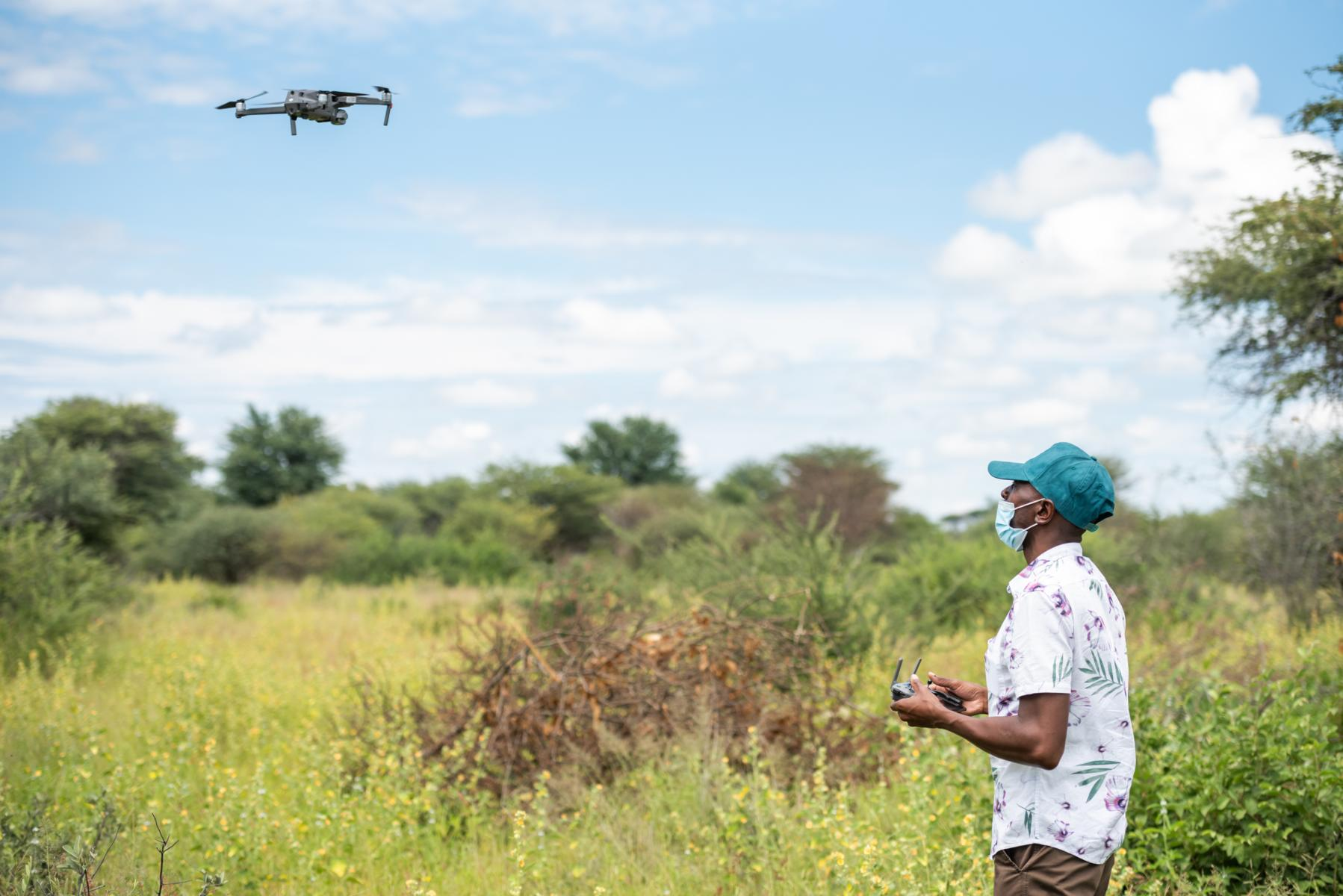
Pro monitoring šíření keřů do pastvinných společenstev jsou v Africe používány i drony

Šíření křovin je velmi negativně vnímáno především v oblastech s pasteveckým využíváním půdy vzhledem k tomu, že výrazně omezuje prostor a úživnost pastvin; často je označováno za degradaci krajiny a dáváno do přímé souvislosti s její dezertifikací. Shrnující studie však ukazují, že jeho konkrétní důsledky jsou mnohovrstevné a závisí na mnoha různých faktorech, jako je druh, ekologický charakter a funkční vlastnosti expandující křoviny, její pokryvnost i celková bioklimatická charakteristika dané oblasti, a zdaleka ne vždy je lze hodnotit pouze negativně; dopady se též zásadně liší napříč jednotlivými regiony. Nárůst křovinného pokryvu může zvýšit biodiverzitu drobné zvěře a bezobratlých, zatímco pro větší zvířata je krajina hůře prostupná a některé keře obtížně spásatelné; diverzita rostlin byla na některých místech po nárostu keřů vyšší, jinde za stejných podmínek naopak nižší než v původních společenstvech. Jako jiné sukcesní procesy je tento jev každopádně obtížně zvratný, neboť křoviny po svém uchycení konkurenčně ovlivňují dosavadní prostředí ve svůj prospěch (čerpání vody, množství a dostupnost živin, proudění větru atd.) a vytvářejí okolo sebe úrodné ostrůvky, mezi kterými se produktivita naopak snižuje. Méně výrazně se přitom tento efekt projevuje u nízkých, pokryvnějších keřů než u keřů vysokých, úzkých a řídce rostoucích, které dezertifikaci mohou skutečně prokazatelně podporovat. V neposlední řadě záleží při hodnocení jevu též na pohledu z hlediska preferovaných ekosystémových služeb daného území. Na boj se zarůstáním je vládami zasažených zemí vynakládáno množství finančních prostředků.

## Fytocenologická klasifikace křovin v kontinentální Evropě

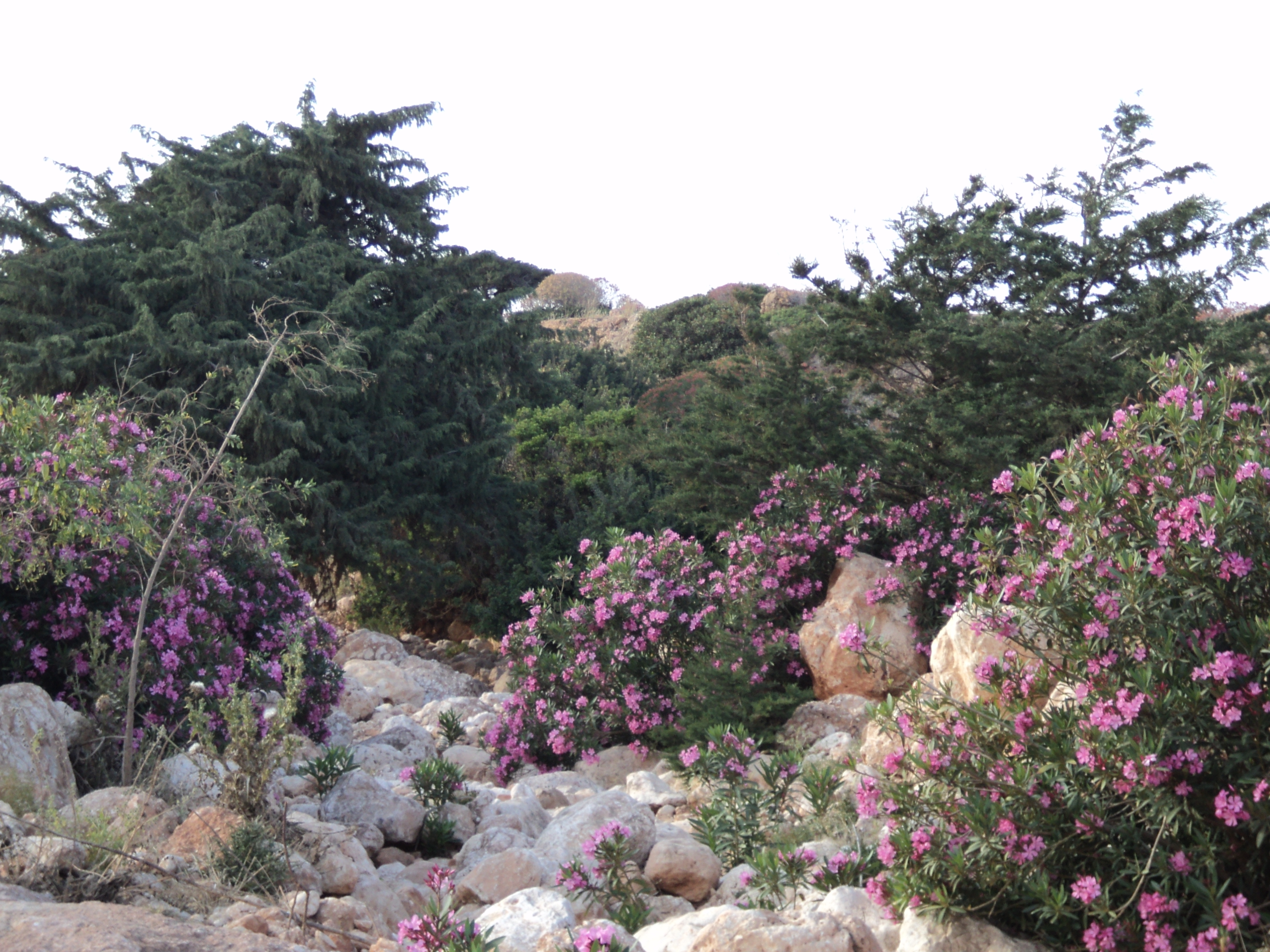
Oleandrové křoviny porůstající říční vádí v suchých středomořských oblastech (fytocenologická třída Nerio-Tamaricetea)

Fytocenologická klasifikace křovin se liší v závislosti na autorském pojetí. Jedná se o vegetaci jdoucí napříč mnoha fytocenologickými třídami. Většina evropských mezofilních a suchých křovin nelesního prostředí je v české literatuře řazena do třídy Rhamno-Prunetea; v evropském prostoru (databáze EuroVeg projektu European Vegetation Survey) jí odpovídá široká třída Crataego-Prunetea. Dále se zde oproti monografii Vegetace ČR rozlišuje samostatná třída Robinietea pro polopřirozenou a antropogenní vegetaci pasek, bezových houštin a akátin. Západoevropské ostružiníkové křoviny jsou v EuroVegu řazeny do samostatné třídy Lonicero-Rubetea plicati. Vřesoviště a kyselá keříčkovitá společenstva s jalovci se řadí do třídy Calluno-Ulicetea, zahrnující v českém pojetí též smilkové trávníky; vrbové křoviny podél říčních toků do třídy Salicetea purpureae spolu se společenstvy měkkého luhu a tamaryškových pobřežních křovin jižní Evropy; mokřadní vrbiny do třídy Franguletea alni, případně Alnetea glutinosae spolu s olšinami; klečová vegetace hor pak do samostatné třídy Roso pendulinae-Pinetea mugo a subalpínské vrbové nebo březové křoviny do třídy Betulo carpaticae-Alnetea viridis.
Další fytocenologické třídy zahrnující křovinnou vegetaci v Evropě jsou například Quercetea ilicis (řád Pistacio lentisci-Rhamnetalia alaterni pro středomořskou makchii), Cisto-Lavanduletea stoechadis a Ononido-Rosmarinetea pro garrigue, Cytisetea scopario-striati pro bobovité křoviny Mediteránu a atlantické Evropy, Nerio-Tamaricetea pro středomořské křoviny kolem na léto vysychajících řečišť nebo Loiseleurio-Vaccinietea pro acidofilní alpínskou a arktickou vegetaci nízkých, převážně vřesovcovitých keříčků; té na bohatších vápencových substrátech Alp, Apenin a Dinarid odpovídá keříčková vegetace lýkovců, pěnišníků a nízkých jehličnanů ze třídy Rhododendro hirsuti-Ericetea carneae.

## Křovinná společenstva včeské přírodě

### Listnaté křoviny
Nízké a suché stepní křoviny

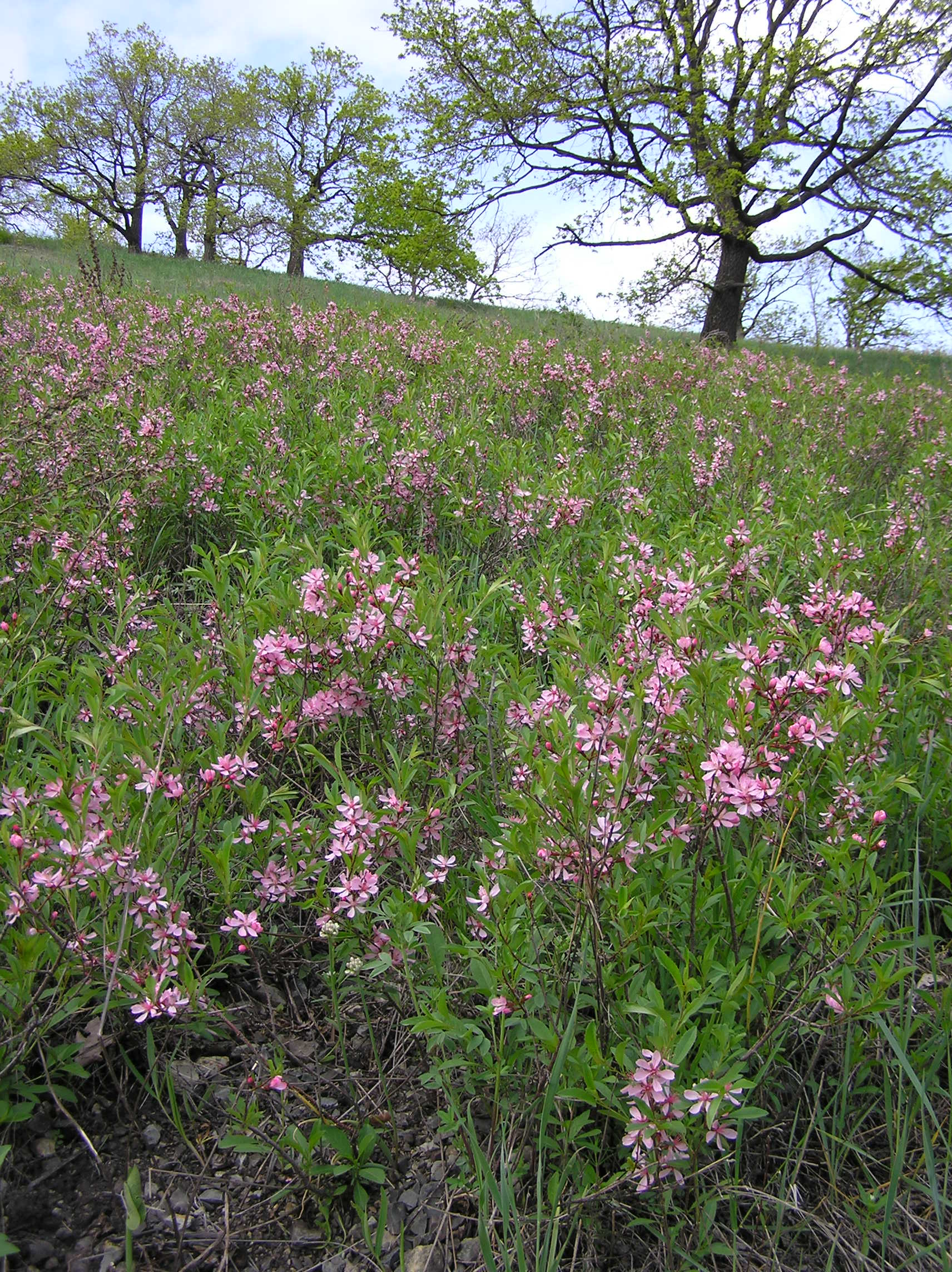
Nízká lesostepní křovina s kvetoucí mandloní nízkou

Druhově často monodominantní porosty nízkých, obvykle nápadně kvetoucích, klonálně se rozrůstajících keřů, v nichž převládají třešeň křovitá, mandloň nízká, růže bedrníkolistá nebo rozvolněné polykormony růže keltské, mimo území ČR i některé tavolníky nebo čimišníky. Řadí se do svazu Prunion fruticosae. V bylinném patře převládají suchomilné a světlomilné druhy stepí a suchých lesních lemů (šalvěj lučn) a hajní, třemdava bílá, kakost krvavý, smldník jelení, válečka prapořitá). Vyskytují se v sušších a teplejších pahorkatinách ve stepní a lesostepní zóně střední až východní Evropy, a to jak ve stepních lokalitách, tak i na člověkem vytvořených biotopech, jako jsou vinice, meze či pastviny. Sukcesí se mohou dál měnit na vysoká křovinná společenstva, v české kulturní krajině proto pro své trvalé udržení zpravidla vyžadují nějakou formu ochranářského managementu.
Mezofilní a suché vyšší křoviny nelesního prostředí
Vegetace svazu Berberidion vulgaris je v českém prostředí nejrozšířenějším typem křovin v otevřené krajině. Zahrnuje obvykle husté, vysoké a obtížně prostupné křoviny se složitou prostorovou a často i vertikální strukturou. Tyto křoviny často vyrůstají v liniích podél cest, na mezích a v polních remízkách nebo jako lesní pláště. Některá jejich společenstva jsou primární a dlouhodobě stabilní, jiná vznikají sukcesí na opuštěných plochách vzniklých v důsledku lidské činnosti nebo ladem ležící půdě a pokud nejsou zmlazována průběžným vyřezáváním, pak sukcesí také časem zanikají. Jejich bylinný podrost je díky nadbytku živin z opadaných listů, větévek a plodů či pozůstatků po hnízdní a predační aktivitě živočichů tvořen převážně nitrofilními druhy rostlin, na prosvětlenějších okrajových místech též s hájovými druhy; v hustých a silně zastíněných vnitřcích porostů pak rostou jen kořenové výmladky keřů a některé mechy.

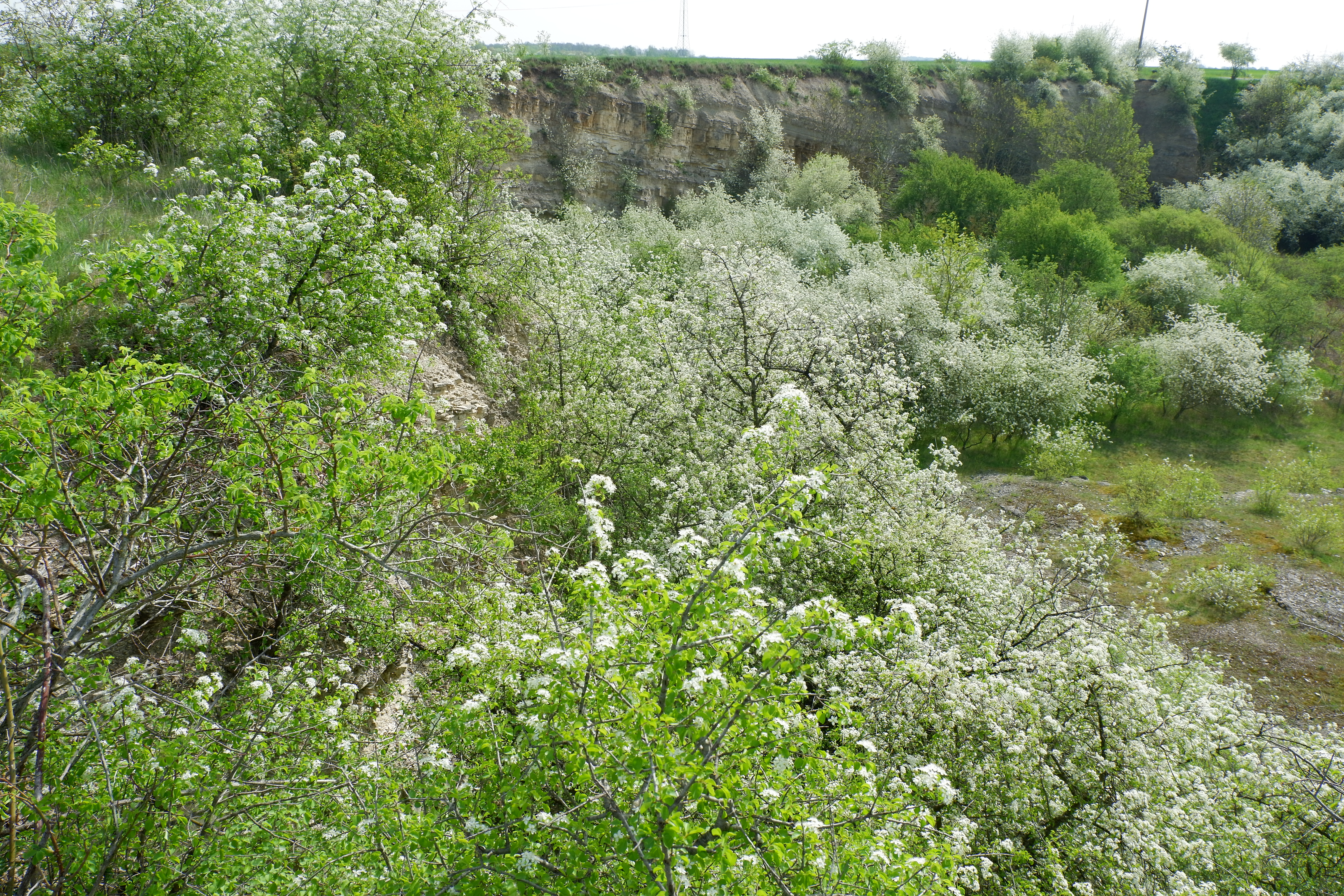
Teplomilnější křovina s planými růžemi a višní mahalebkou (svaz Berberidion)

Mnohé keře tvořící tato společenstva jsou výrazně trnité či ostnité a mají tendenci k expanznímu klonálnímu šíření, například trnky, svída krvavá, ptačí zob a vyšší keřovité růže, převážně z okruhu růže šípkové a růže vinné. Jiné keře naopak vytvářejí kompaktní polykormony nebo i stromovité formy, například hlohy, líska obecná, brslen evropský nebo řešetlák počistivý. Ze stromů je častý javor babyka, habr, vyskytují se zde též mnohé ovocné dřeviny jako nejrůznější zástupci rodu Prunus (slivoně, třešně), jabloně, hrušeň polnička. V teplých oblastech tvoří významnou složku teplomilné keře dřín jarní, dřišťál obecný, kalina tušalaj či višeň mahalebka a bylinná složka je tvořena druhy přiléhajících suchých lemů a teplomilných doubrav; podél nížinných řek do nich naopak vstupuje vlhkomilná střemcha obecná a zmlazující dřeviny tvrdého luhu, v nějž se takové křoviny mohou časem změnit. Skalní křoviny se skalníky, jalovcem, jeřábem mukem (a mimo ČR v Alpách a Karpatech též s muchovníkem vejčitým) porůstají plochy primárního bezlesí na skalních ostrožnách a svazích a jako takové jsou sukcesně dlouhodobě stabilní.

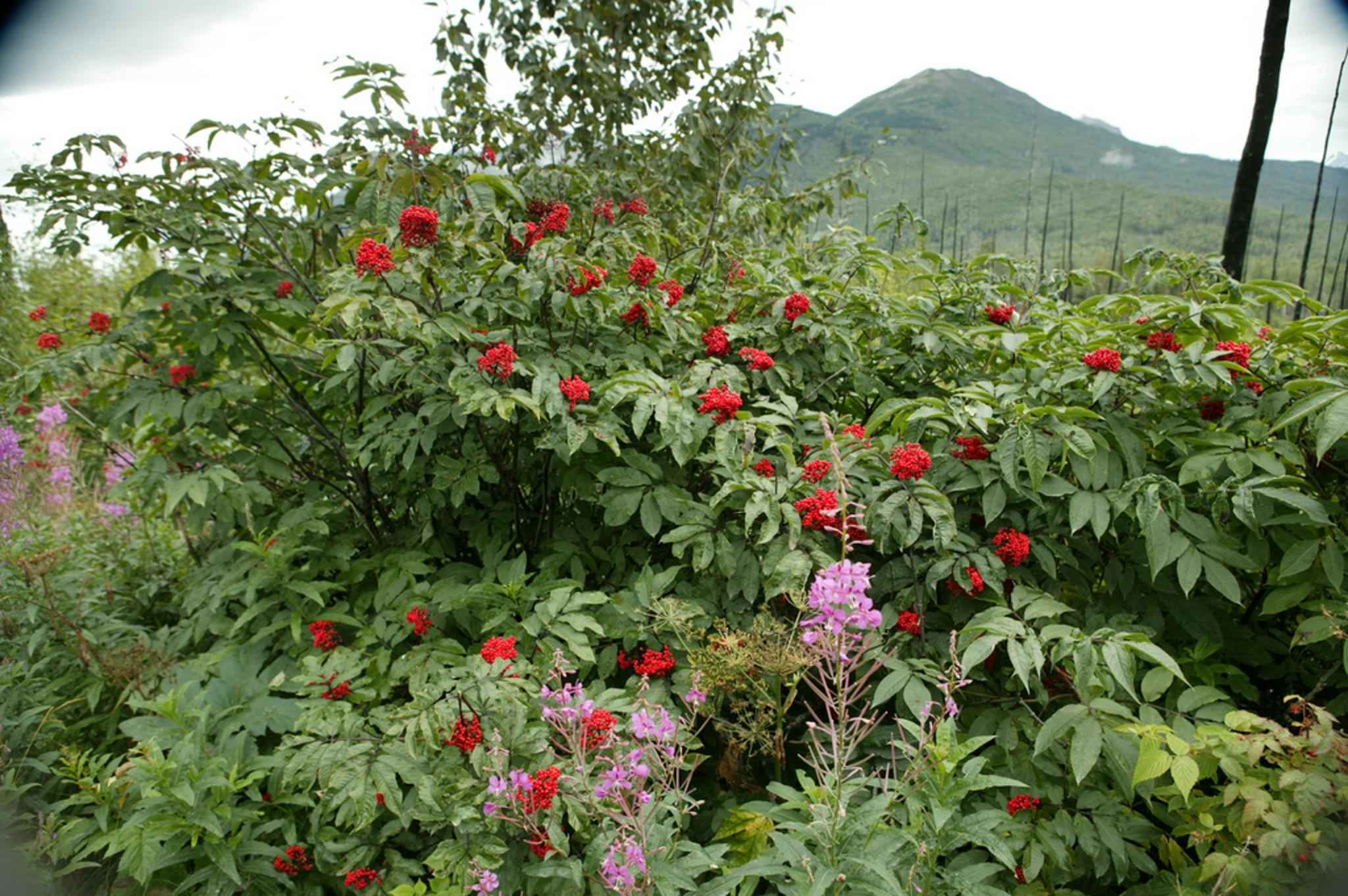
Křoviny svazu Sambuco-Salicion capreae na pasekách, spáleništích či výsypkách jsou zpravidla pouze dočasným sukcesním stadiem

Mezofilní křoviny pasek a lesních světlin

Společenstva svazu Sambuco-Salicion capreae osídlují převážně lesní mýtiny, porostní mezery v cyklické obnově lesa i holiny vzniklé po kalamitních událostech jako kůrovcová těžba či rozsáhlé polomy; dále je nalezneme v průsecích, na suťových svazích i v lesních pláštích. Optimum mají ve středních nadmořských výškách. Někdy kolonizují i antropogenní biotopy jako rumiště, ruiny staveb, staré průmyslové areály, odvaly a dna lomů, haldy a výsypky. Převládají zde lesní mezofilní keře jako bez červený, ostružiník maliník, zimolez pýřitý nebo černý, růže převislá, a dále mladé pionýrské stromy (břízy, osiky, vrba jíva, jeřáb ptačí a zmlazující jedinci okolního lesního porostu). Z bylin se vyskytují lesní, mýtinné a lemové druhy, často mezofilního až nitrofilního charakteru (typicky např. vrbovka úzkolistá, starček vejčitý, sadec konopáč). Sukcesí cílových lesních dřevin tyto křoviny brzy zanikají, některé stínomilnější druhy keřů mohou dále přetrvávat v keřovém patře lesa. Tato vegetace má značný význam pro zachování půdní mikroflóry, pro potravní řetězce živočichů i jako ochrana pro stínomilné klimaxové dřeviny lesa.
Ostružiníkové křoviny
Velmi charakteristická společenstva jsou tvořena různými druhy ostružiníků. Jsou to obvykle monodominantní, konkurenčně silné, hustě propletené, vzhledem k množství odumřelých ostnitých prýtů uvnitř zcela neprostupné porosty různé výšky. Podle ekologických nároků jednotlivých taxonů se vyskytují jednak v lesním prostředí na pasekách, světlinách podél lesních cest, v lesních lemech a pláštích či v lemech vlhčích mokřadních vrbin ve vyšších polohách, jednak i mimo les na mezích a travnatých stráních, náspech, mezích a rumištích v ruderálních podmínkách lidských sídel. Systematicky jde o obtížně klasifikovatelnou a doposud málo prozkoumanou vegetaci především vzhledem k nesmírné taxonomické složitosti rodu Rubus. Středoevropská vegetace tohoto typu se řadí obvykle do svazu Pruno-Rubion radulae; velmi hojné a typově pestré jsou ostružiníkové křoviny především v atlantické západní Evropě.

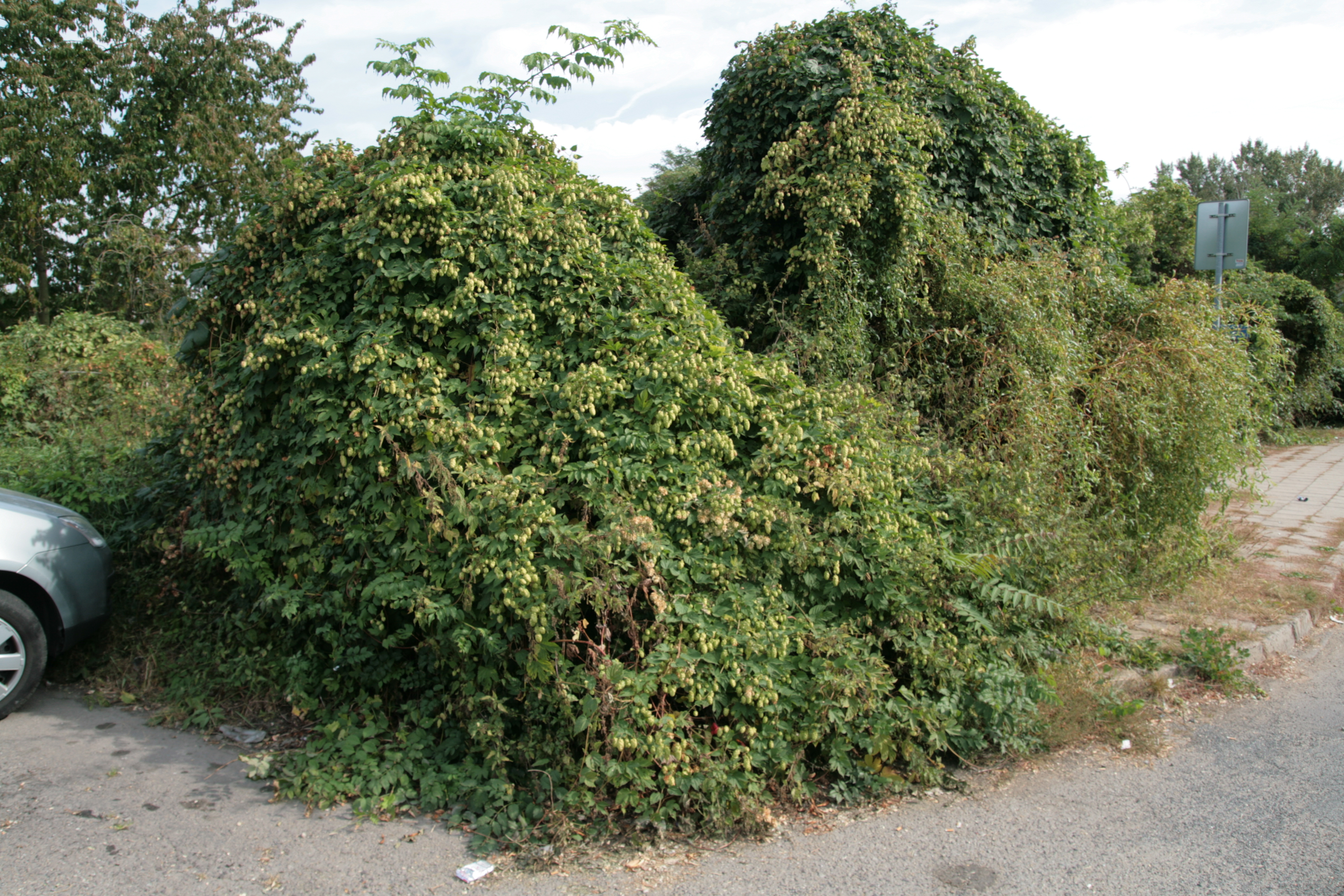
Ruderální sídelní křovina s mnoha nepůvodními druhy včetně lián

Nitrofilní křoviny ruderálních stanovišť

Do svazu Aegopodio-Sambucion nigrae se řadí křoviny na antropogenních a ruderálních stanovištích s vysokým obsahem dusíku. Může jít o samostatné porosty bezu černého, které typicky zarůstají staré opuštěné komposty, výsypky, skládky, hnojiště, ve volné přírodě pak remízky eutrofizované splachy hnojiv. Tyto křoviny rostou ale často též jako tzv. městská nová divočina, kde se k bezu černému bohatě přidávají druhy nepůvodní a zplanělé, jako jsou šeříky, kustovnice, tavolníky, zimolez tatarský, štědřenec odvislý, hlohyně šarlatová, škumpa orobincová, různé keřovité slivoně, ze stromů doplněné akáty, javorem jasanolistým, pajasanem žláznatým, třešněmi, ořešáky nebo jasany. Neprostupnost křovin je umocněna mnoha dřevitými či bylinnými liánami (posed bílý, loubinec pětilistý, plamének plotní, opletka čínská). Bylinné patro je v hustých porostech chudé a omezené většinou na běžné nitrofyty (kopřiva dvoudomá, svízel přítula, vlaštovičník větší, měrnice černá, kuklík městský a další), v hustě zastíněných partích zcela zaniká.

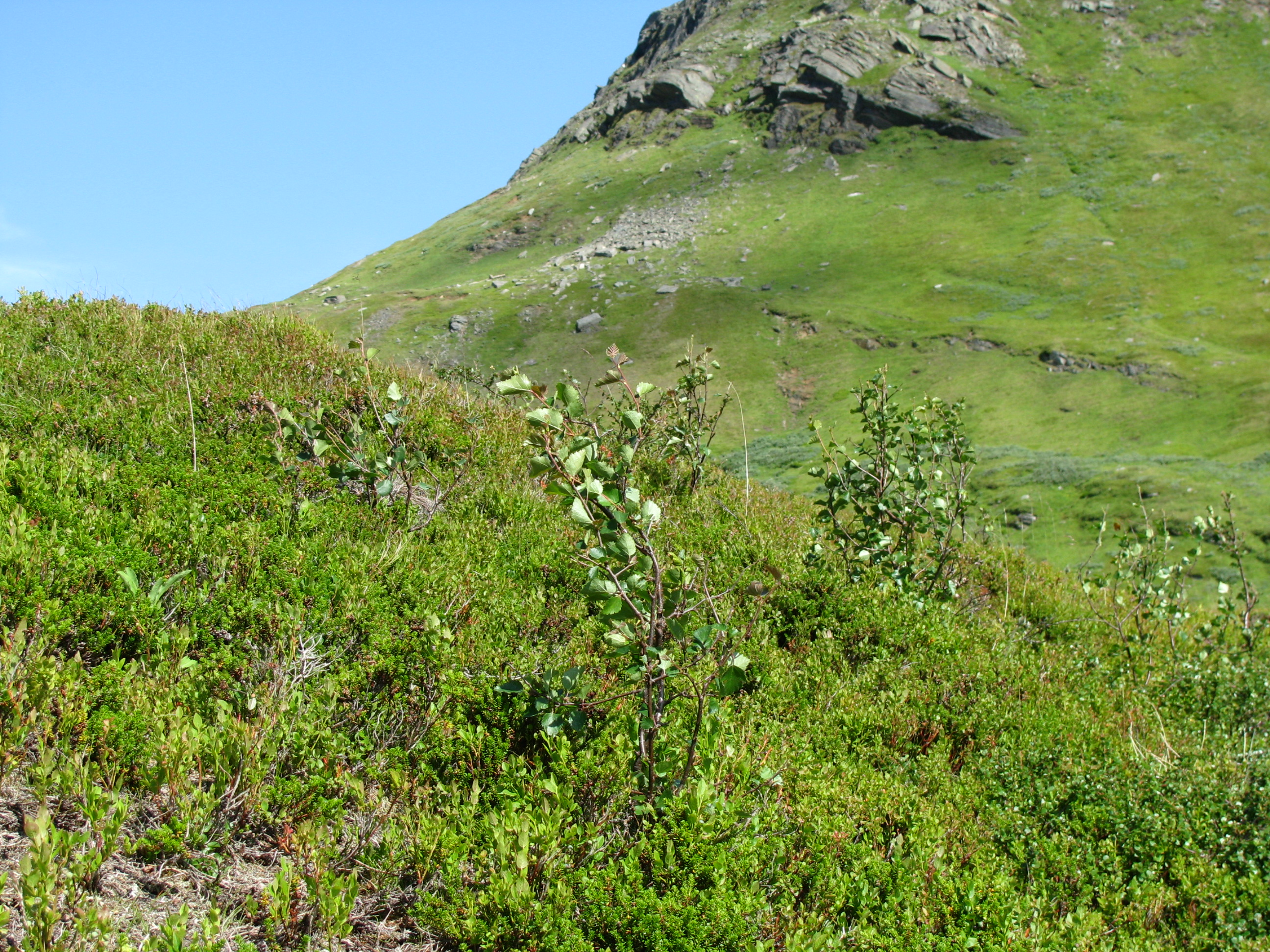
Horské lavinové křoviny s břízou pýřitou

Subalpínské listnaté křoviny
Společenstva svazu Salicion silesiacae, rostoucí v okolí horní hranice lesa a udržovaná ve stabilním stavu blokované sukcese převážně vlivem lavin, které neumožňují přechod k lesu. Vyskytují se zde opadavé listnaté keře s pružnými větvemi a dobrou regenerační schopností, jako jsou bříza karpatská, vrba slezská, meruzalka skalní, zimolez černý, růže převislá nebo střemcha obecná skalní, případně keřovité formy jeřábu ptačího, z bylin vysokohorské druhy travin a kvetoucích rostlin (havez česnáčková, kýchavice Lobelova, některé hořce). V Česku se tato společenstva vyskytují jen ve vysokých polohách hercynských a karpatských pohoří, podobná rostou v Alpách, Karpatech i v pohořích Sibiře.
Vrbové křoviny na březích řek

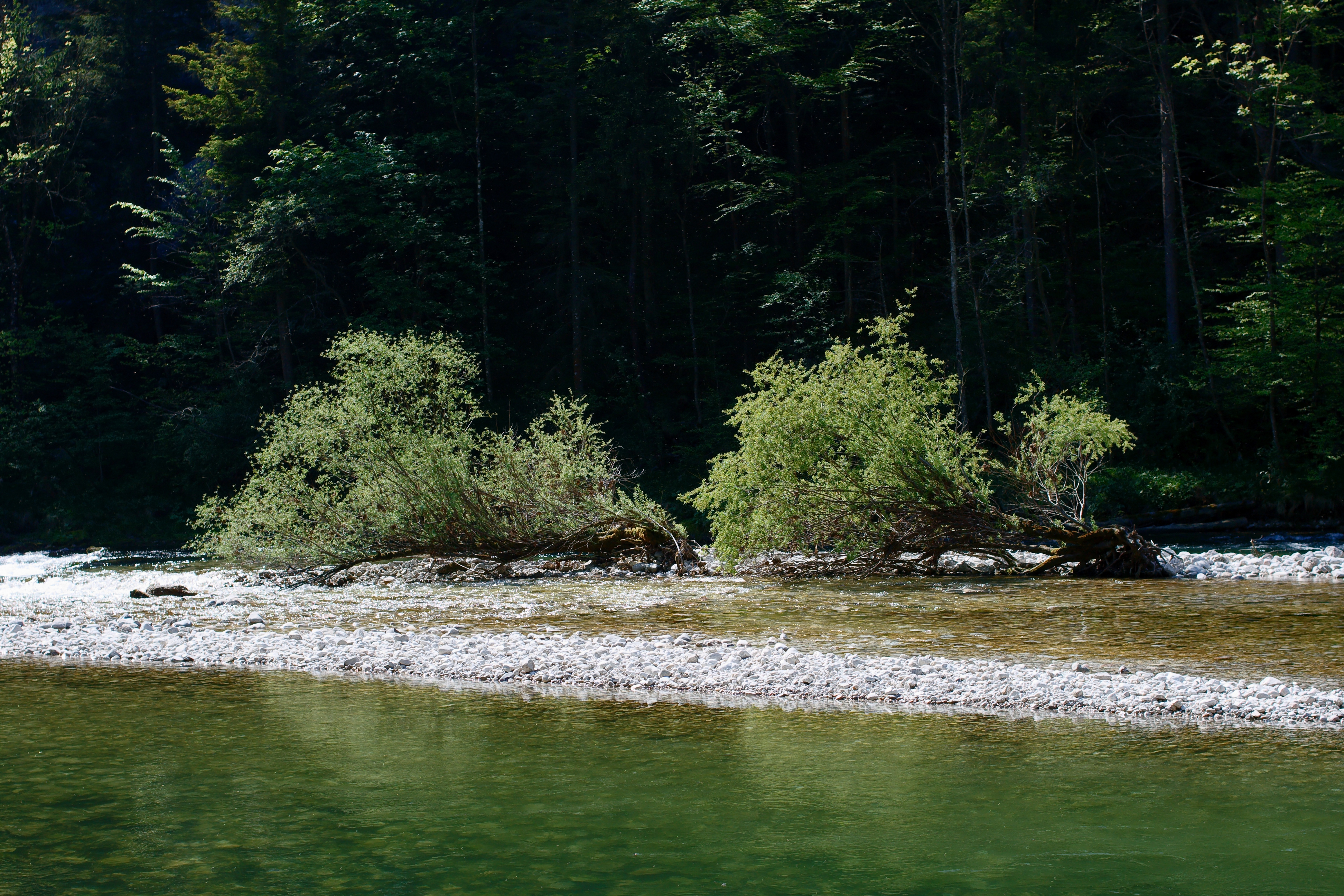
Křoviny na pohyblivých štěrkových lavicích řek jsou často viditelně poznamenány silným proudem

Rozlišujeme porosty keřovitých vrb svazu Salicion eleagno-daphnoidis (vrba šedá, lýkovcová, nachová a jiné) a židoviníku německého na štěrkových lavicích divočících řek, tedy takových, které se vytvářejí a přesouvají při modelaci říčního koryta prudkým spádem vody. Zdejší dřeviny mají hluboký kůlovitý kořen a dobrou regenerační schopnost, díky kterým se na tomto proměnlivém terénu jsou schopny dlouhodoběji udržet. Ostatní rostlinná vegetace, k níž patří vlhkomilné byliny (vrbovky, sadce, netýkavky, devětsily, řeřišnice) a trávy (třtina rákosovitá aj.), je povodněmi opakovaně udržována v počátečních stadiích sukcese. V Česku se tento biotop vyskytuje pouze v Moravskoslezských Beskydech a patří k těm ohroženým, převážně kvůli změně hydrologických poměrů po regulaci řek a následným sukcesním procesům směrem ke stromovým olšinám. Často bývá též zasažen invazí nepůvodních křídlatek.

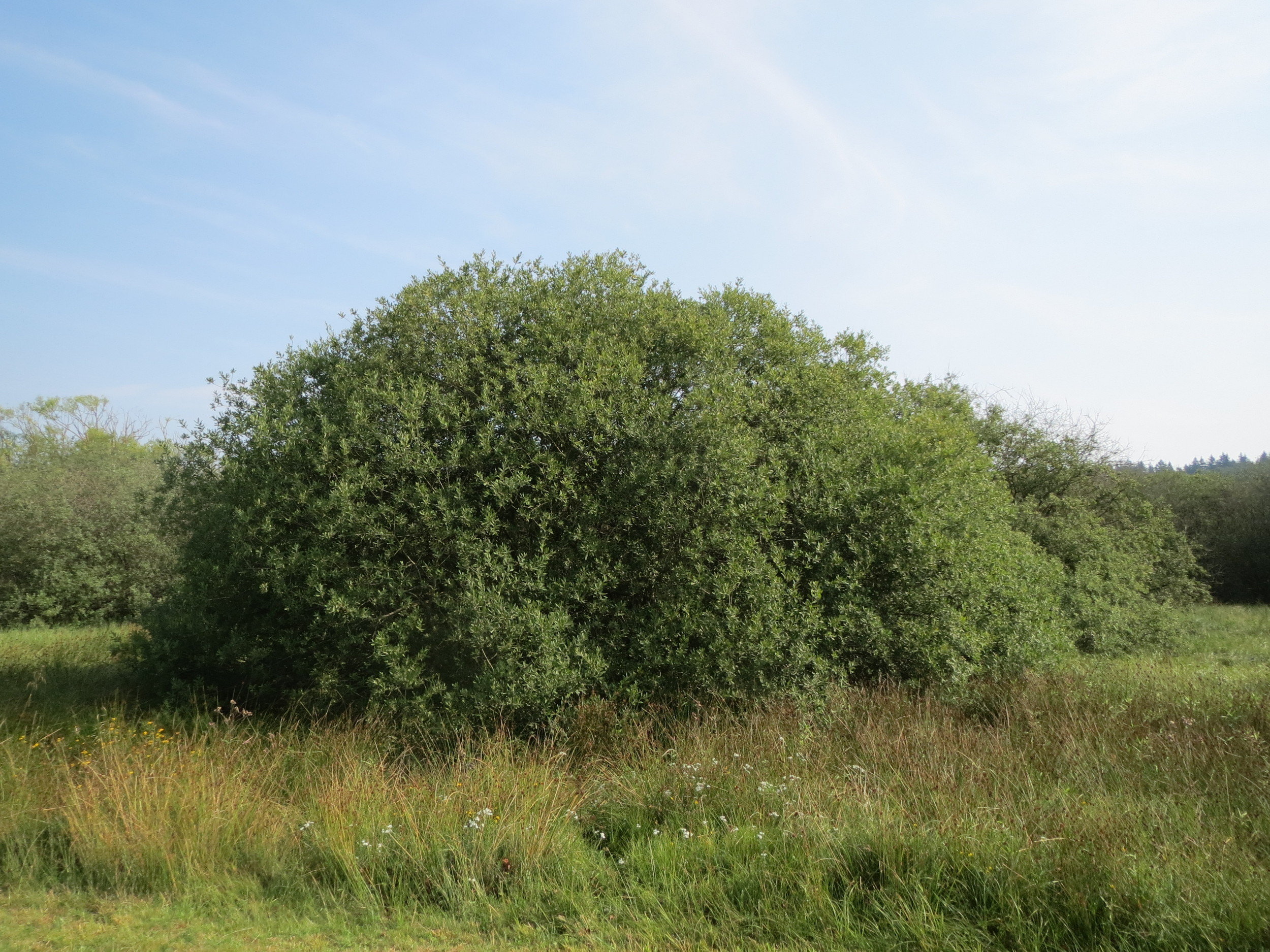
Mokřadní porost vrby popelavé

Břehové křovité porosty vrb na hlinitých březích volněji tekoucích, nedivočících řek jsou oproti tomu tvořeny převážně vrbou trojmužnou, košíkářskou nebo křehkou a patří do svazu Salicion triandrae. Často bývají prorostlé liánami jako chmel otáčivý či opletník plotní a mají též hustě zapojené bylinné patro tvořené vlhkomilnými a nitrofilními druhy.
Mokřadní vrbiny
Vrbové křoviny se vyvíjejí také na zamokřených stanovištích, jako jsou rašeliniště a slatiniště; patří do svazu Salicion cinereae. Mokřadní společenstva porůstá především vrba popelavá, vrba ušatá nebo vrba pětimužná, která může nabývat charakteru jak keře, tak stromu; doprovodnými keři mohou být krušina olšová, vzácněji také tavolník vrbolistý. Tyto křoviny zarůstají též neudržované zamokřené louky a zavodněné příkopy podél cest. Na přemokřených lokalitách jsou sukcesně stabilním společenstvem, jinde postupně přecházejí ve stromové porosty olšin. Bylinné patro je v hustě zapojených porostech většinou vyvinuto jen chudě.

### Křoviny spřevahou jehličnanů

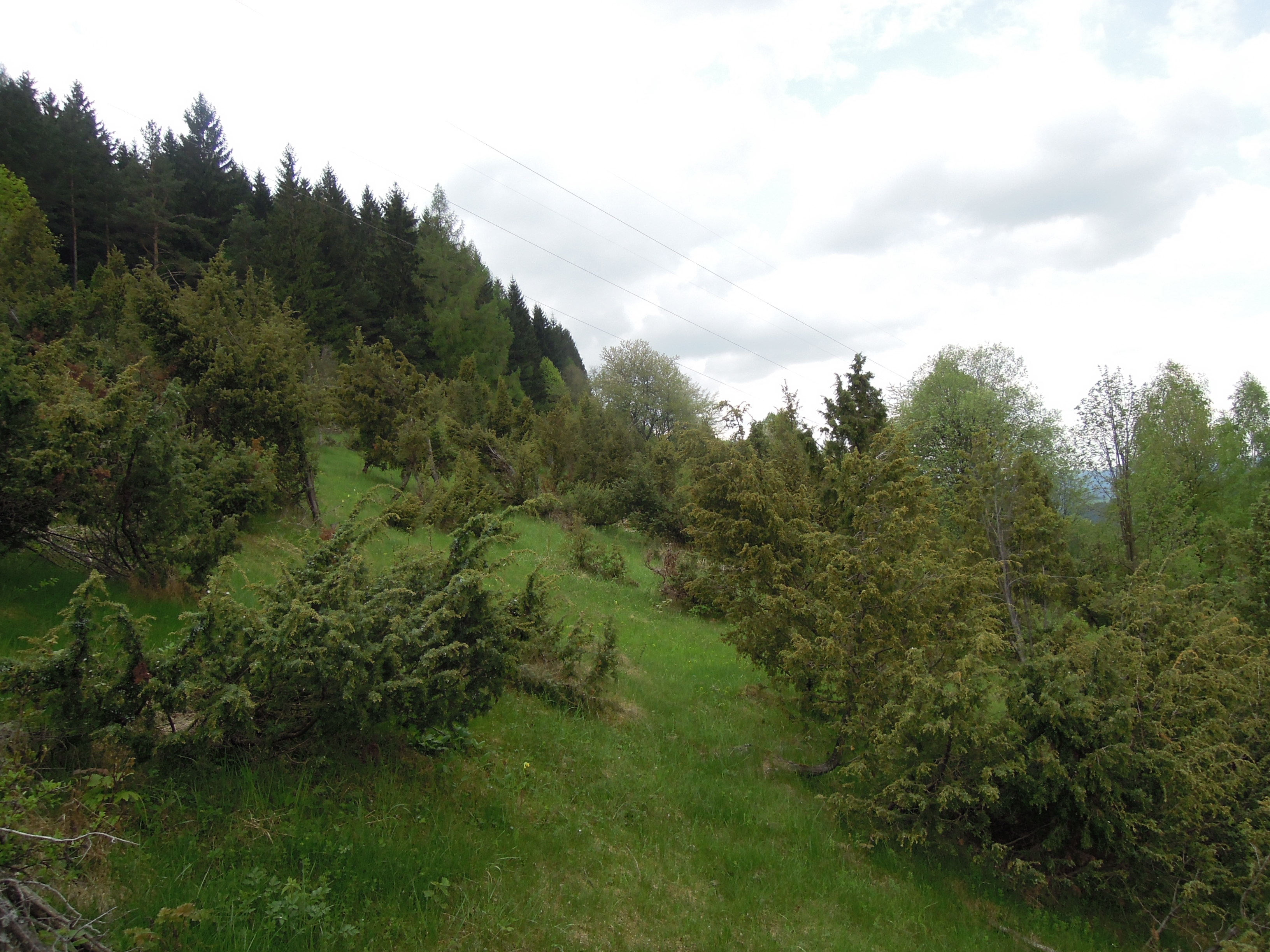
Jalovcový pasínek v přírodní památce Uherská, okres Vsetín

Jalovcové pastviny a vřesoviště
Rozvolněné, místy i téměř zapojené porosty jalovce obecného doprovázené formacemi travinných nebo keříčkovitých společenstev. Jedná se převážně o druhotná společenstva vzniklá odlesněním a po staletí udržovaná extenzivní pastvou nebo i sečí ve stavu prosvětlené mozaiky. Při opuštění pastvy a ponechání ladem lokality obvykle zarůstají náletem vysokých křovin a stromů a světlomilné jalovce z nich ustupují. Může jít o společenstva jak na vápnitých, úživných půdách s širokolistými válečkovými trávníky a množstvím orchidejí, jako v karpatské části republiky (beskydské pasínky), tak i o kyselá stanoviště mezi smilkovými trávníky, kde je jalovec doprovázen keříčky brusnic, vřesu, mateřídoušky a acidofilními travami.

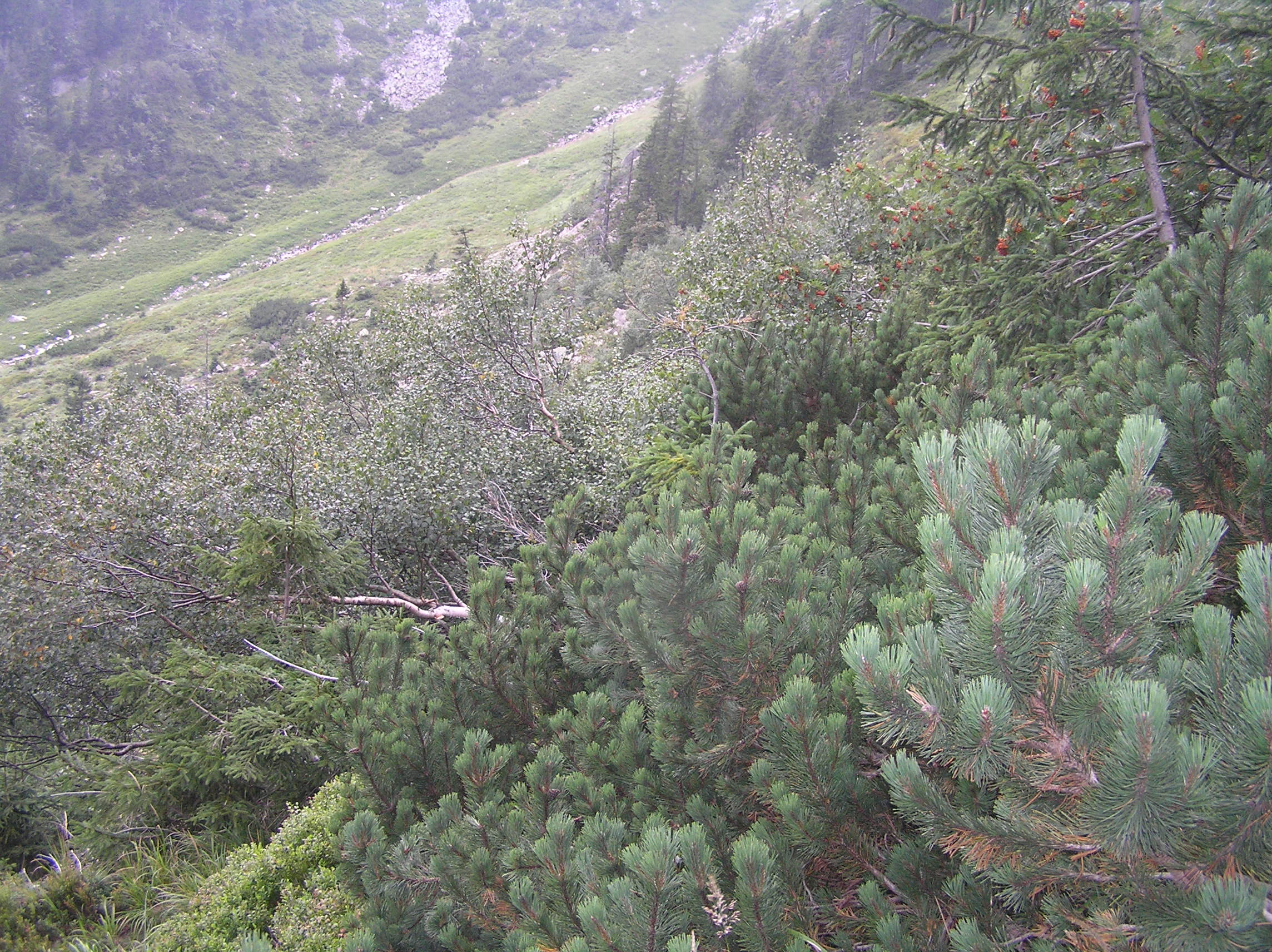
Subalpínská křovina v Krkonoších

Horská klečová vegetace (kosodřevina)
Porosty borovice kleče (svaz Pinion mugo) nad horní hranicí lesa, obvykle na chudých silikátových půdách. Kleč může být doprovázena jeřábem ptačím, břízou karpatskou, zakrslými smrky nebo drobnými keříky borůvek, v Alpách a Karpatech též olší zelenou nebo různými pěnišníky. Z bylin se vyskytují horské acidofilní traviny, kapradiny, plavuně i různé kvetoucí byliny (podbělice alpská, různé hořce).
Klečová vrchoviště
Křovinné porosty borovice kleče či jejího křížence borovice rašelinné (Pinus ×pseudopumilio) na vrchovištích horského stupně subkontinentální střední Evropy. Krom zmíněných borovic se v často velice hustém keřovém patře vyskytují též drobné keříčky brusnic, šichy, klikvy a jiných vřesovcovitých, břízy zakrslé, vzácně též reliktního ostružiníku morušky. Společenstvo tvoří sukcesní přechod mezi otevřenými vrchovišti a lesními porosty rašelinných či blatkových borů.

## Vybraná křovinná společenstva ve světě

### Mírné klima

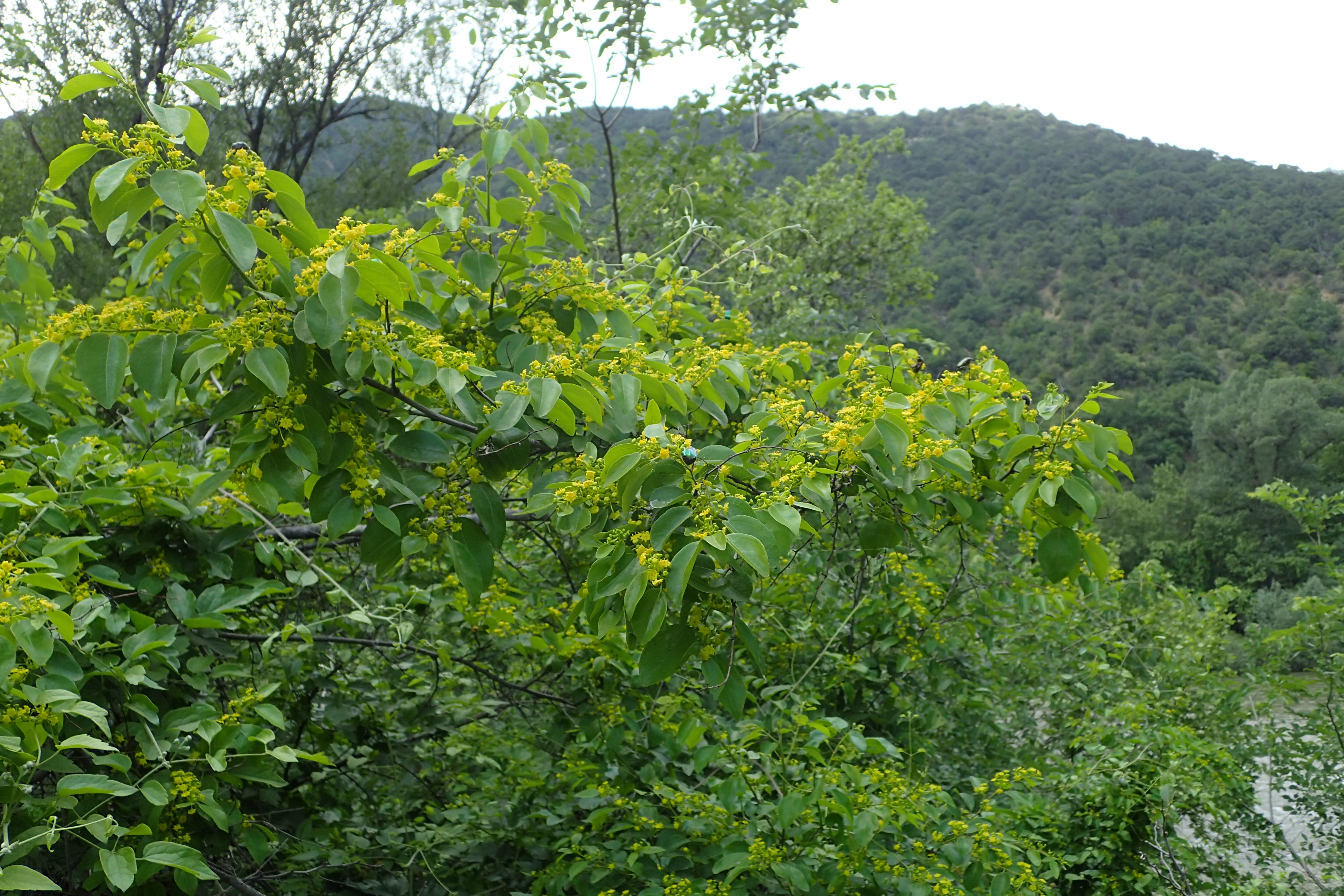
Jarní šibljak v Srbsku s kvetoucím trnovcem

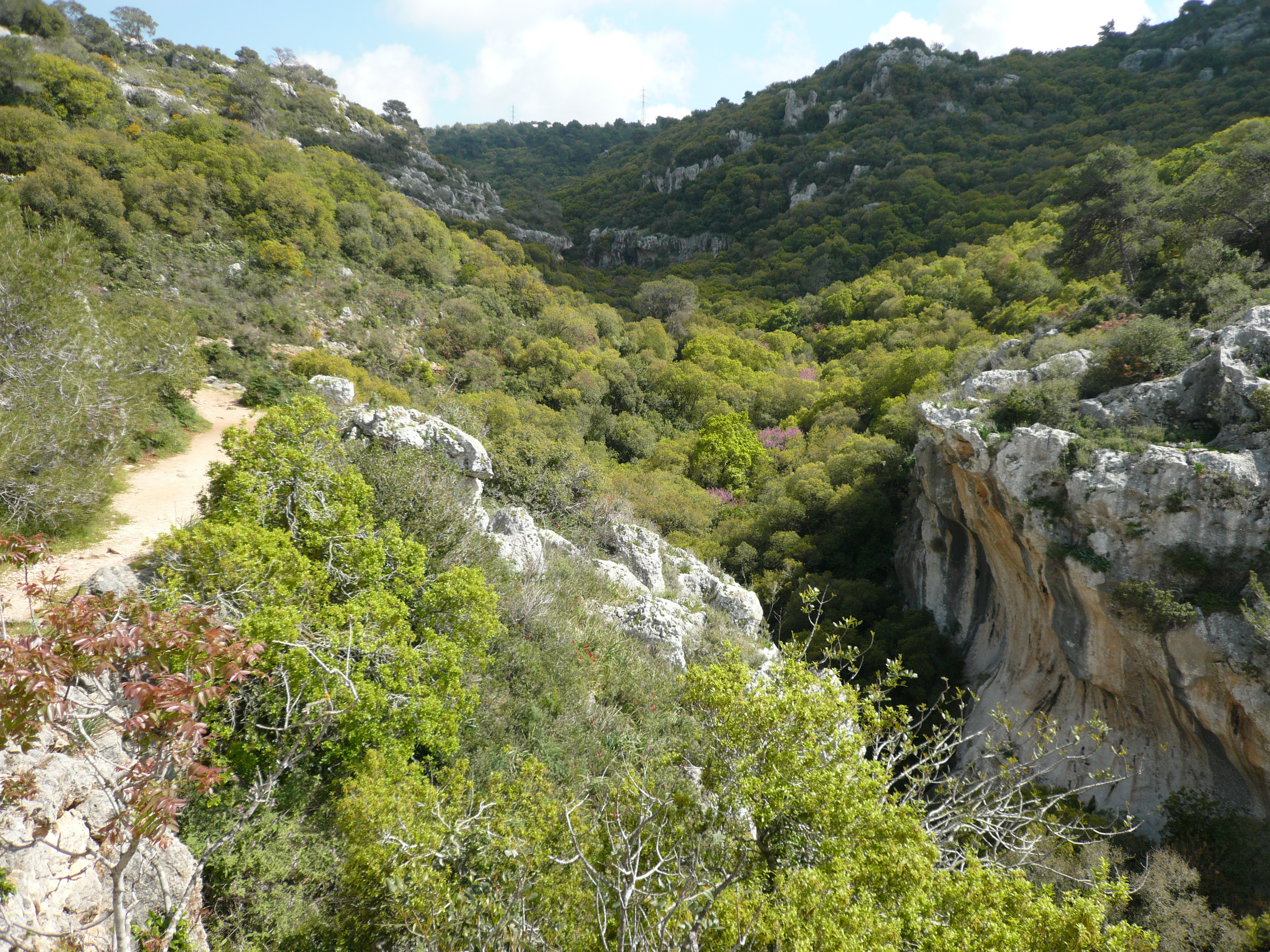
Středomořská makchie brzy na jaře

Vřesoviště – porosty nízkých keříků vřesu a příbuzných druhů na kyselých, neúživných či degradovaných půdách, často doprovázené nenáročnými jehličnany, jako jsou borovice nebo jalovce. Jako primární společenstvo jsou obvyklé v severozápadní a střední Evropě, např. na vyfoukávaných stanovištích poblíž moře.
Šibljak – teplomilné křoviny Balkánu podobné makchii (pseudomacchie), ale bez účasti vyloženě středomořských xerofilních druhů; typickými zástupci jsou zimostráz vždyzelený, ruj vlasatá, trnovec Kristův, zmarlika Jidášova, šeřík obecný, dub pýřitý, jasan zimnář, třetihorní relikt zlatice evropská, keřovité podkovky (Hippocrepis) nebo liány z rodů svidina (Periploca) a smldinec (Dioscorea). Vznikají degradací či vykácením původních převážně teplomilných doubrav a představují stadium pomalého sukcesního návratu směrem k lesu.

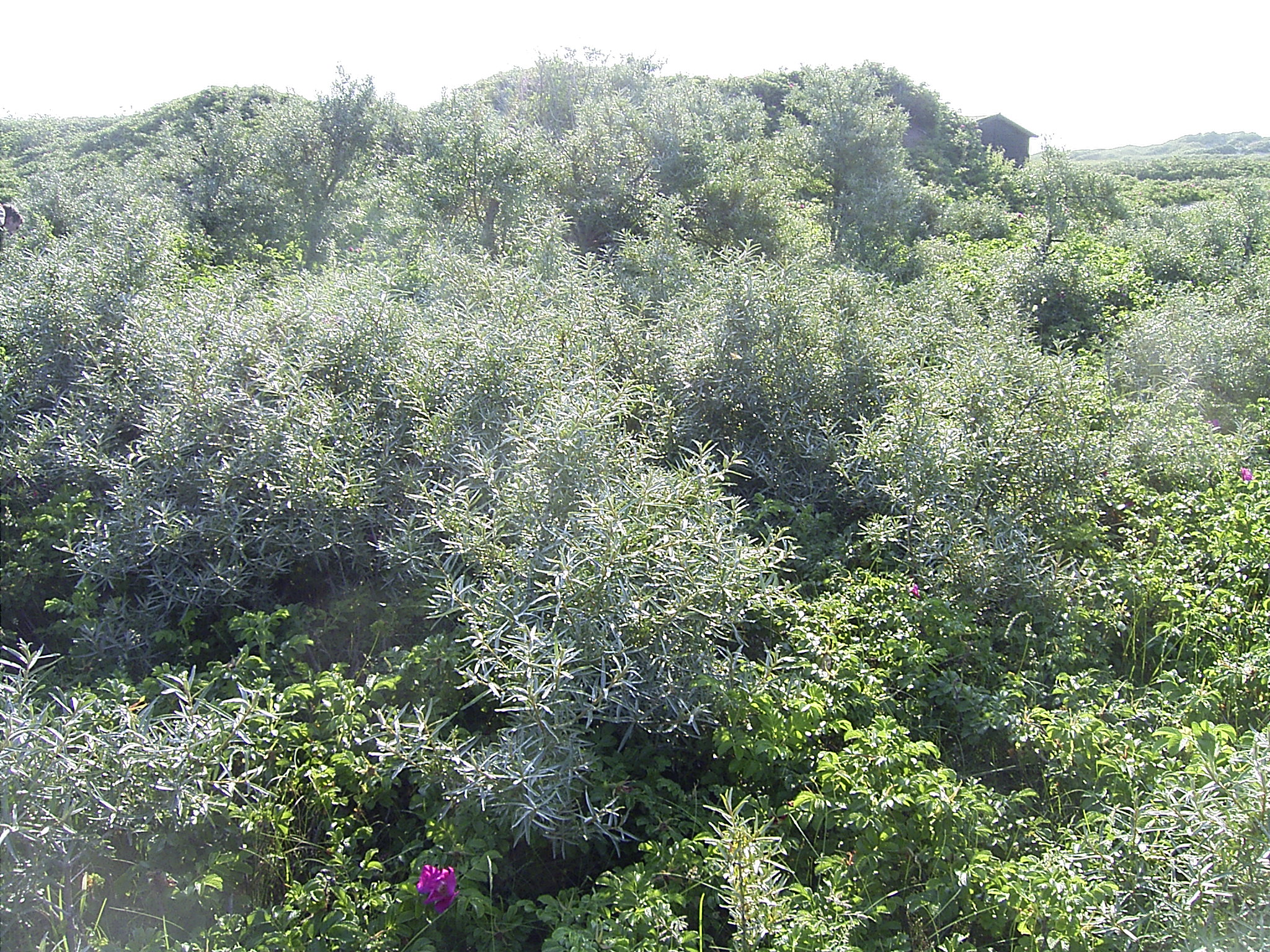
Dunové křoviny s rakytníkem a invazní růží svraskalou

Dunové křoviny atlantické Evropy – nízké či středně vysoké křoviny tvořené dominantně vrbou plazivou (Salix repens, resp. Salix arenaria), dále též rakytníkem řešetlákovým, růží bedrníkolistou či ptačím zobem, které zarůstají zamokřené sníženiny mezi pobřežními písečnými dunami. Jedná se o vzácný, mizející a evropskou legislativou chráněný biotop; v současné době je ohrožován též invazí východoasijské růže svraskalé (Rosa rugosa), která ve své domovině osídluje podobné lokality a formuje zde analogicku fytocenologickou třídu Rosetea rugosae.
Křoviny patagonských stepí – v chladném a velmi suchém klimatu závětrného východu Patagonie se stepi prostupují s nízkými i vysokými křovinami, v nichž se vyskytují různí zástupci bobovitých (Prosopis, Adesmia) a hvězdnicovitých, ale též dřišťály, kustovnice, pepřovec, larea či keřovité sporýše, doplnění kaktusy, nízkými polštářovitými polokeři a trsnatými stepními trávami (kostřavy, kavyly). Mezi rostlinami i živočichy je velké množství endemitů.

### Mediteránní klima
Makchie – vysoké, husté až neprostupné křoviny ve Středomoří vzniklé převážně vykácením původních tvrdolistých doubrav a následnou degradací půd. Na většině území dlouhodobě stabilní, neboť návrat vegetace k lesu již není možný. Další degradací, okusem apod. vznikají nízké křoviny zvané garrigue, frygana nebo matorral.
Chaparral – druhově bohaté a sukcesně stabilní společenstvo Kalifornie a severozápadního Mexika, suchých oblastí s častými požáry, patřící mezi nejcennější biotopy projektu Global 200
Fynbos – druhově mimořádně bohaté společenstvo nízkých keřů v jižní Africe, tvořené převážně vřesovci, lanovcovitými a proteovitými rostlinami na živinami extrémně chudých substrátech

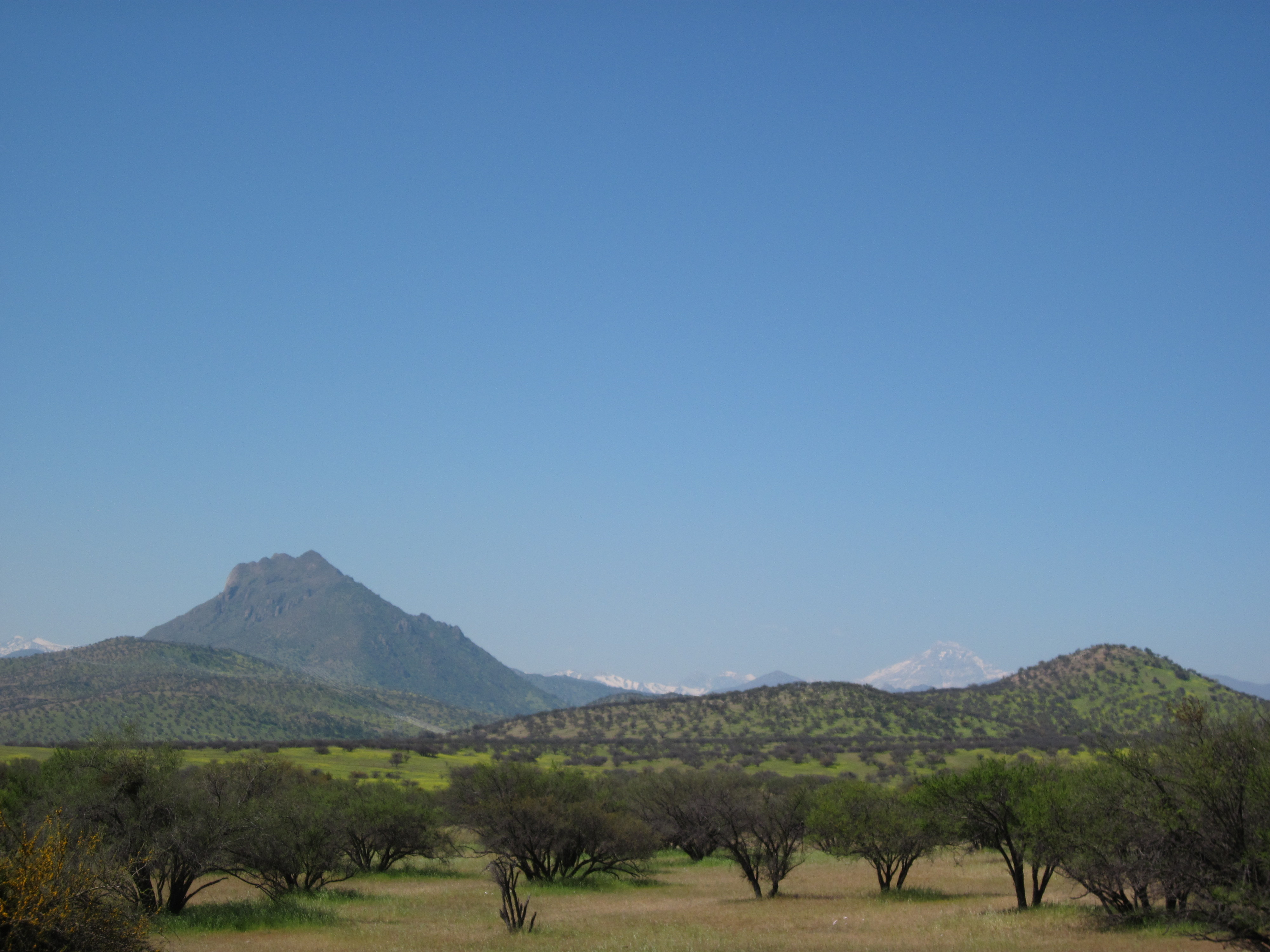
Savanovitý matorral v Chile

Chilský matorral – úzký pruh území ve středním Chile zahrnuje porosty tvořené tvrdolistými keři rodů litrea, mydlokor, různými kaktusy, broméliemi nebo palmami Jubaea chilensis, na sušších místech též akáciemi nebo naditci (Prosopis), s bohatým podrostem kvetoucích geofytů.
Kwongan (též mallee) – druhově bohaté nízké křoviny jihozápadní Austrálie, adaptované na sucho, požáry a chudé písčité půdy. Rostlinnou skladbu tvoří tuhé, drobnolisté dřeviny převážně z čeledí proteovitých, myrtovitých (blahovičníky, kajeputy) a bobovitých, s mnoha unikátními endemity například mezi masožravými rostlinami. Biotop je též domovem mnoha vačnatců a dalších typických zástupců australské fauny.
Sukulentní křoviny Makaronésie – podle převládajících druhů nazývané místně tabaibal nebo cardonal. V závětrných, a tedy suchých polohách ostrovů, obsahují mnoho druhů keřovitých sukulentních pryšců, dracén, kacib, eonií, svícníků nebo dřevnatých kopretinovců a starčků a mezi nimi i mnoho místních endemitů.
Akáciovo-argániové háje severozápadní Afriky – porosty tvarově přecházející od nízkých, otevřených řídkolesů po víceméně zapojené suché křoviny; hlavní složku v nich tvoří nízké stromy argánie trnitá, dub cesmínovitý nebo sandarakovník článkovaný, dále se zde vyskytují searsie, akácie, čilimníky, cicimek, chvojníky a v nejsušších polohách také sukulentní pryšce.
Suché slanomilné a nitrofilní křoviny Mediteránu – společenstva fytocenologické třídy Pegano harmalae-Salsoletea vermiculatae, vyrůstající na velmi suchých, zasolených, dusíkem a jinými živinami bohatých místech Středomoří, Makaronésie a severní Afriky, často na disturbovaných místech při pobřeží nebo na terasách útesů v dosahu slaného spreje. Jde o biogograficky cennou, rozvojem turistické infrastruktury ohroženou vegetaci složenou z původně íránsko-turanských a saharsko-arabských elementů, jako jsou různé keřovité lebedy (Atriplex halimus), kustovnice, pelyňky, harmala stepní (Peganum harmala), frankenie, svatolíny a podobně. Přítomny mohou být bylinné druhy přímořských slanisk, limonky i šířící se nepůvodní druhy (skočec obecný, libora měňavá, ale též pajasan žláznatý).

### Suché kontinentální klima

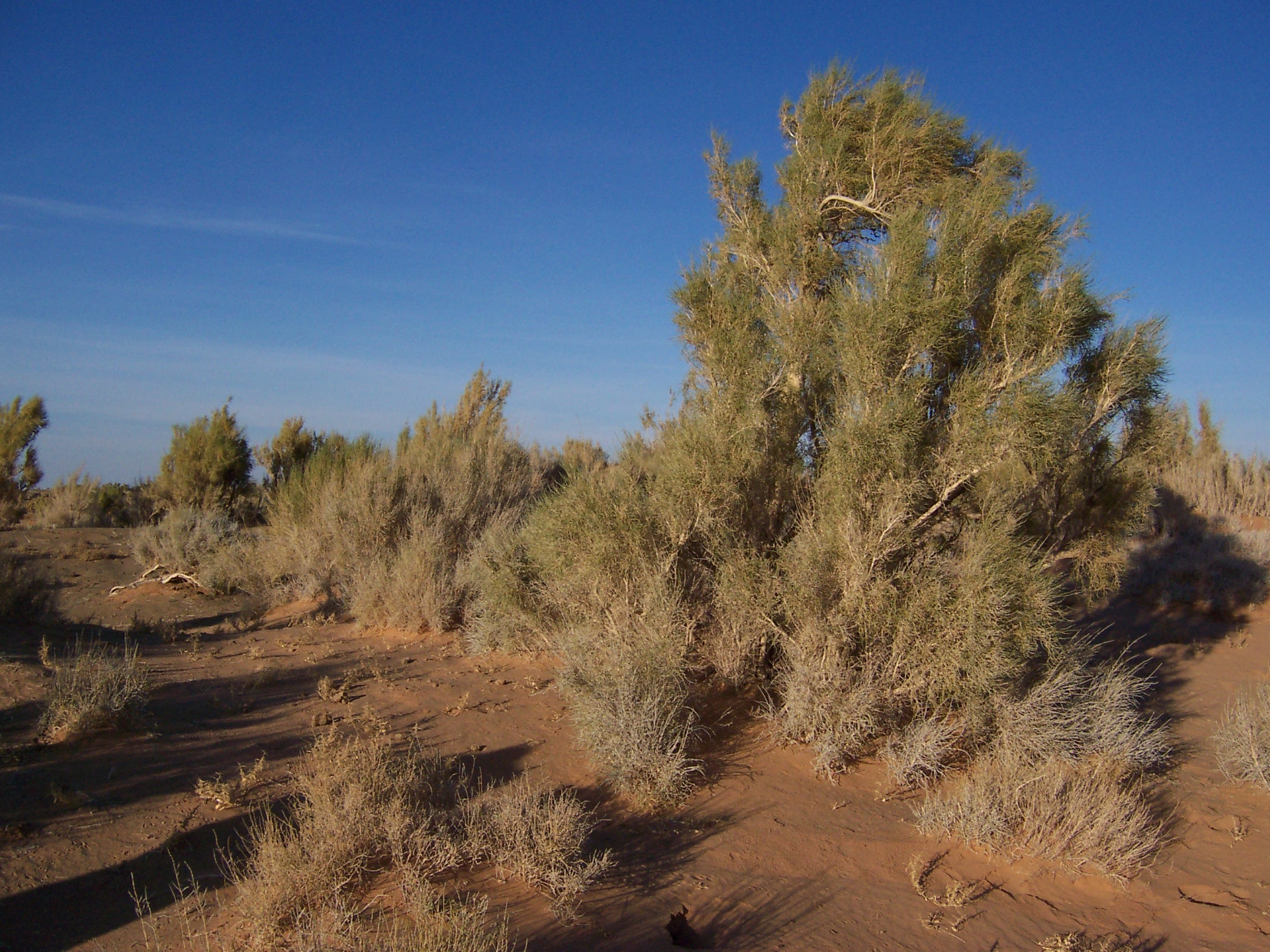
Saxaulové křoviny v poušti Gobi

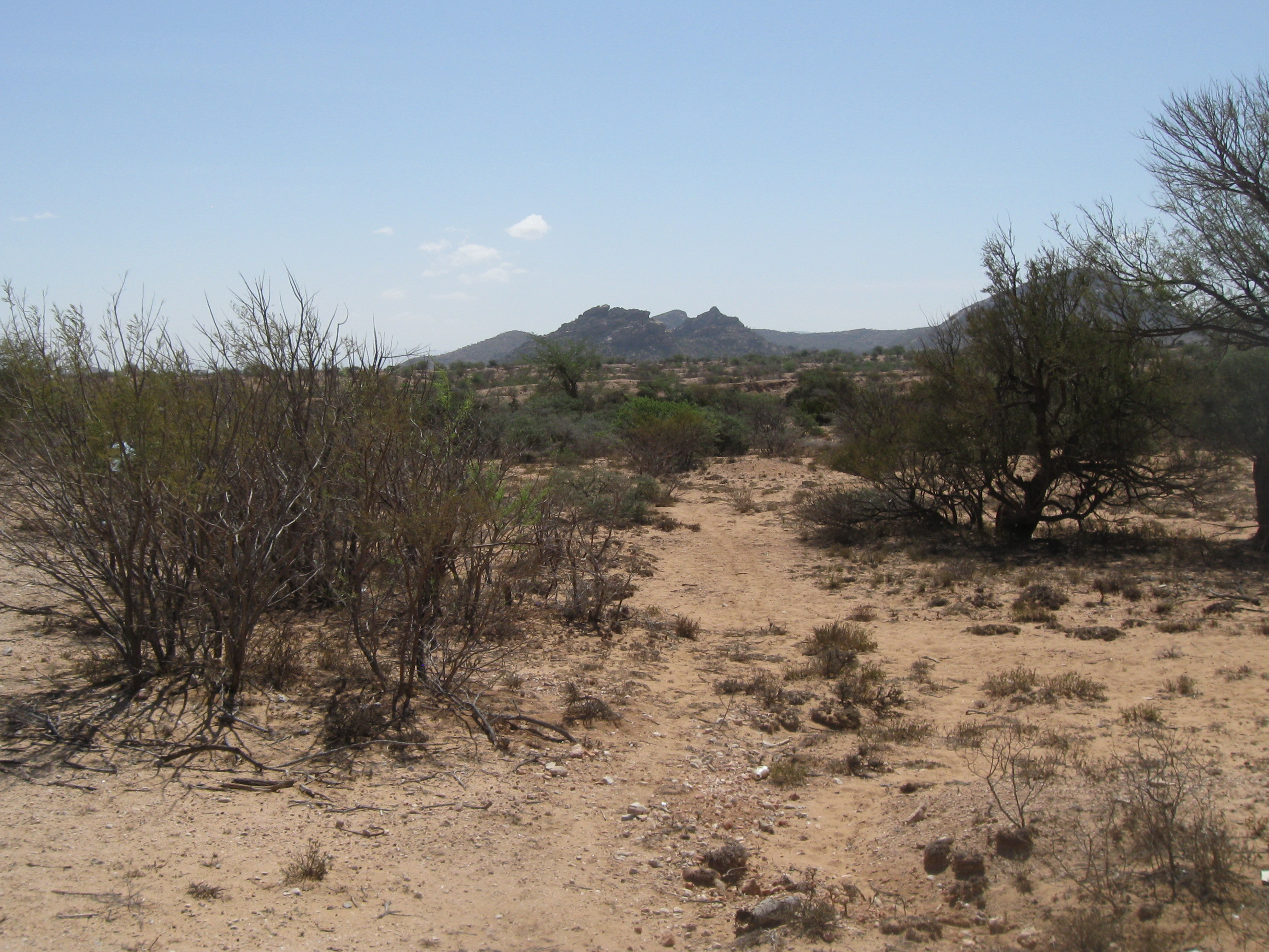
Křovinatá krajina v Somalilandu

Slanomilné křoviny středoasijských polopouští – odolné křoviny mnoha druhů tamaryšků s příměsí rostlin jako je keřovitý halofyt slaník stříbrný (Halimodendron halodendron) nebo hlošina Eleagnos turcomanica, vyrůstající na místech s dostupnou spodní vodou či podél dočasných či trvalých řečišť. Okolo vnitrozemských slaných jezer a pobřeží Kaspického moře pak rostou nízké, xerofilní porosty silně slanomilných keřů, polokeřů a bylin, v nichž se uplatňuje především množství rostlin z čeledi laskavcovitých (Kalidium, Halocnemum, Caroxylon a další; fytocenologická třída Kalidietea foliati).

### Suché tropické a subtropické klima

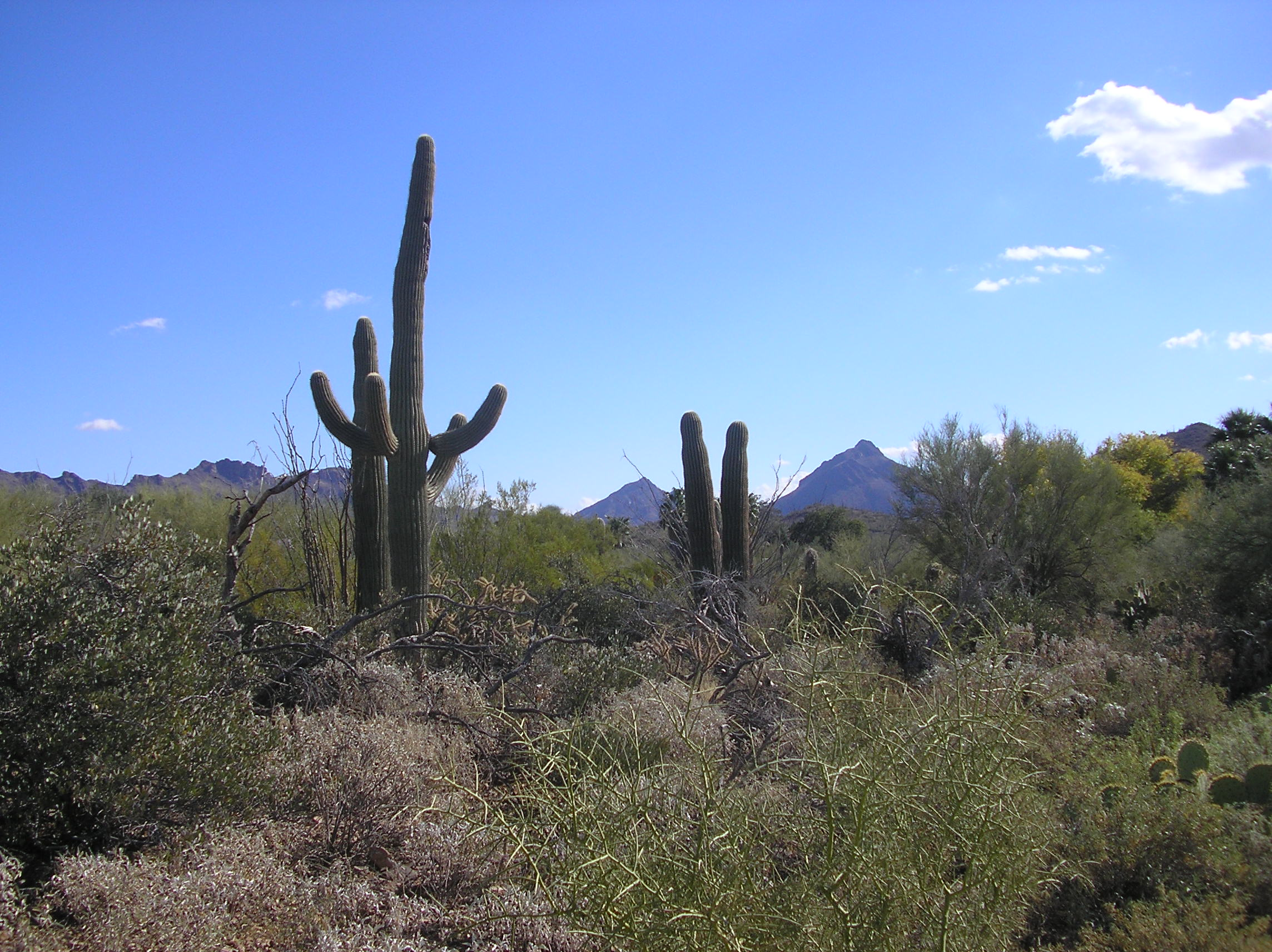
Křoviny v Sonorské poušti

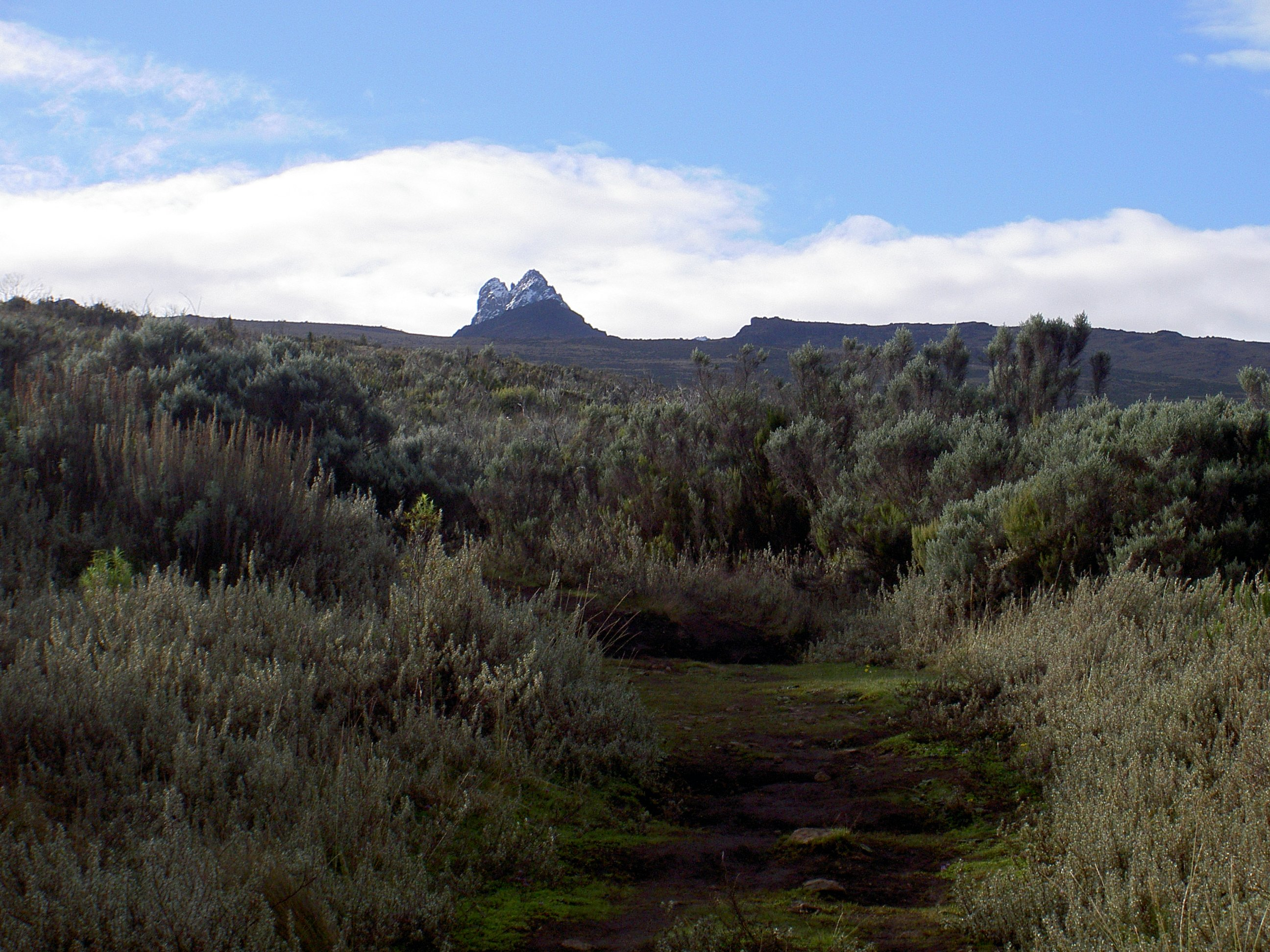
Vysokohorská křovina na Mount Kenya

Suché křoviny Afrického rohu – otevřené křoviny, kde v nižších polohách převládají akácie, myrhovníky a kadidlovníky, ve vyšších polohách jsou tvořeny také stálezelenými keři a malými stromy jako Dracaena schizantha, Barbeya oleoides, Mimusops laurifolia, Cadia purpurea, Buxus hildebrandtii, Acocanthera schimperi nebo Pistacia aethiopica. Výše na ně navazují suché a řídké jalovcovo-olivovníkové lesy s jalovcem vznešeným (Juniperus procera). Místními keřovitými endemity jsou např. Reseda sessilifolia rostoucí na výchozech sádrovce, několik druhů devaterníku nebo monotypický rod Renschia z čeledi hluchavkovitých. Z živočichů se vyskytuje řada kopytníků (antilopy, gazely a dikdik), ježek somálský, bércoun a několik endemických plazů.

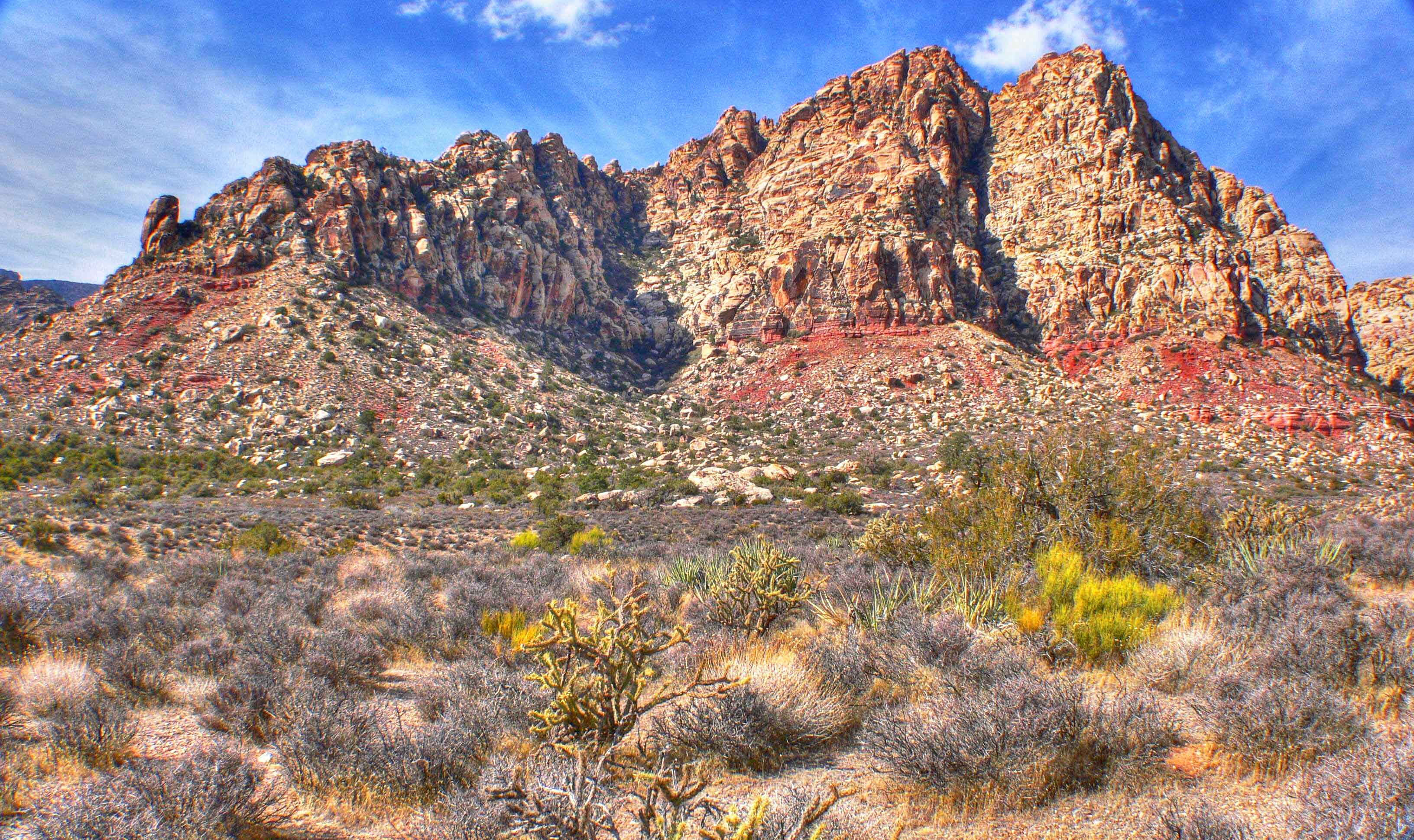
Suché polopouštní křoviny Velké pánve v USA

Suché křoviny Sokotry – v nižších polohách opadavé, s řadou sukulentů; převládajícími keři jsou endemity Croton socotranus a dávivec Jatropha unicostata nebo sukulentní stromy Euphorbia arbuscula, Dendrosicyos socotranus a Adenium obesum subsp. sokotranum. Dále zde rostou lejnice (Sterculia africana var. socotrana), cicimek Ziziphus spina-christi, kadidlovník Boswellia socotrana nebo některé druhy myrhovníku. Výše se vyskytují trsy poloopadavých keřů a nízkých stromů, jako jsou krotony, škumpy, zimostráz Buxus hildebrandtii, granátovník Punica protopunica nebo Aloe perryi. Unikátem je dračinec rumělkový (Dracaena cinnabari), zvláštně vypadající strom ve tvaru deštníku. K vysokohorským společenstvům patří nízké křoviny s dominancí třezalek (Hypericum).
Houštiny Itigi-Sumbu – neprostupné, doposud málo prozkoumané houštiny opadavých keřů převážně z čeledi bobovitých a uzlencovitých nebo rodu Grewia, vyskytující se v Tanzanii a Zambii a hostící množství endemických druhů fauny i flóry
Trnité křoviny jižního Madagaskaru – vyskytují se na jihozápadě Madagaskaru, v oblasti se suchým klimatem a chudými půdami. Jedná se o husté a vysoké porosty suchomilných, drobnolistých dřevin, často sukulentů; pozoruhodná je zde jednak neobyčejně vysoká míra endemismu, jednak množství ekologických adaptací a bizarních morfotypů rostlinstva. Typickými zástupci jsou akácie, myrhovníky, trnité kapary, dřevnatějící trnité pryšce, několik druhů baobabů a stromů z rodu moringa nebo celá endemická čeleď Didiereaceae. Porosty jsou prostoupené liánami rodu Cissus nebo Adenia. Jde o unikátní společenstvo zařazené do konzervačního projektu Global 200 organizace WWF.

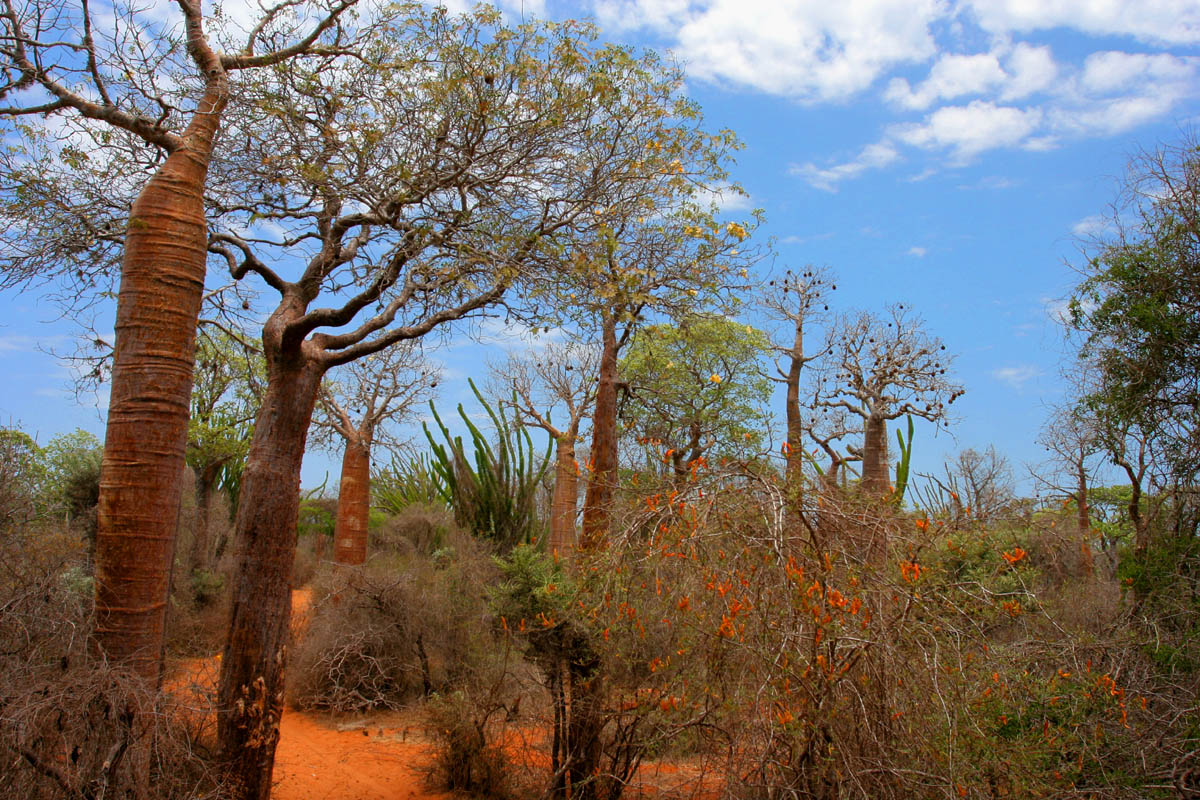
Trnitá křovina na jihu Madagaskaru

Karru – řídká polopouštní vegetace nízkých opadavých keřů a travin v jižní Africe (Namaqualand) a Namibii. Unikátní, druhově mimořádně bohatá je především formace nazývaná sukulentní Karru tvořená velkým počtem sukulentních keříků převážně z čeledí kosmatcovitých, tlusticovitých, asfodelovitých, pryšcovitých a hvězdnicovitých doprovázená řadou geofytů a množstvím endemických živočichů; zařazena na seznam Global 200
Mulga – řídké porosty suchomilných akácií v australském vnitrozemí
Suché křoviny karibského pobřeží Jižní Ameriky – přechodný pás mezi pobřežními mangrovy a suchými tropickými lesy vyšších poloh; základní složku tvoří bobovité keře (naditce, akácie, parkinsonie, sapany) a kaktusy, z dalších zde rostou březule, indigovníky, krotony, malpígie, rudodřev a různé kaparovité
Caatinga – druhově bohaté křovinaté porosty na mělkých, vysychavých a neúživných půdách severovýchodní Brazílie
Gran Chaco – mozaikovité porosty řídkých lesů a trnitých křovin, v nichž převládají kaktusy, terestrické bromélie a bobovité keře akácie a naditec
Mexický matorral a mezquital – husté či řídké, zpravidla trnité křoviny Mexické plošiny a přiléhajících pohraničních oblastí Texasu; nápadným rysem je velká diverzita kaktusů (opuncie, mamilárie a další) spolu s růžicovitými sukulenty jako jsou agáve, juky či suchomilné bromélie. Z ostatních keřů zde dominují bobovité naditce (Prosopis, španělsky mesquite) a akácie, přimíšeny jsou keře rodů jako larea, pepřovec nebo šalvěj. Bylinnou složku tvoří bohatství hvězdnicovitých a odolné traviny. Typickými zástupci fauny jsou kojoti, pekari nebo psouni.
Křovité stepi Velké pánve a přilehlých oblastí – tvořené převážně keřovitými pelyňky (Artemisia tridentata, Artemisia arbuscula), suchomilnými keříky hvězdnicovitých (např. Chrysothamnus), růžovitých (Purshia) nebo chvojníkovitých, které mohou být ve vyšších polohách doplněny borovicemi a jalovci, v nižších pak suchomilnými travinami.

### Horské klima
Erikoidní křoviny Madagaskaru – jsou velmi cennými a dosud málo prozkoumanými společenstvy Madagaskaru, se zástupci vřesovcovitých (vřesovce, brusnice, Agauria), hvězdnicovitých (smily, Psiadia, Stoebe) a mořenovitých, doplňované některými nohoplody.
Vysokohorské křoviny a vřesoviště izolovaných tropických hor – zpravidla vysoce specifická vegetace v subalpínských a alpínských polohách vrcholů, jako je východoafrické Kilimandžáro, Mount Kenya, Ruwenzori, indonéská Kinabalu nebo centrální hřeben Nové Guineje, tvořená často bizarními typy rostlin jako velké dřevnaté starčky (Dendrosenecio) a lobelky, hvězdnicovité smily (Helichrysum), africká keřovitá třezalka Hypericum revolutum a mnoho vřesovcovitých rostlin (pěnišníky, vřesovce a další).
Páramo – vysokohorská vegetace And nad hranicí lesa; v nižších polohách (3000–3500 m n. m.) tvořená keřovitými cesmínami, vřesovci, hvězdnicovitými a bobovitými, a typicky také velkými růžicovitými broméliemi; ve vyšších polohách přechází v travnaté pláně. Křovinné formace s mnoha druhy hvězdnicovitých rostlin se vyskytují též v navazujících biotopech zvaných puna a jalca.
Lomas – ostrůvkovitá vegetace „mlžných oáz“ na jinak vyprahlých svazích peruánských a chilských And v okolí pouště Atacama, tvořená keřovitými pryšci či bizarním dřevnatým šťavelem Oxalis gigantea, trnitými bobovitými keři Tara spinosa a Prosopis, dále též růžicovitými broméliemi a kaktusy nebo porosty trsnatého vytrvalého čistce Stachys pannosa. Vláhu jí dodává vesměs výhradně kondenzace mlh nazývaných camanchacas jdoucích od Pacifiku.

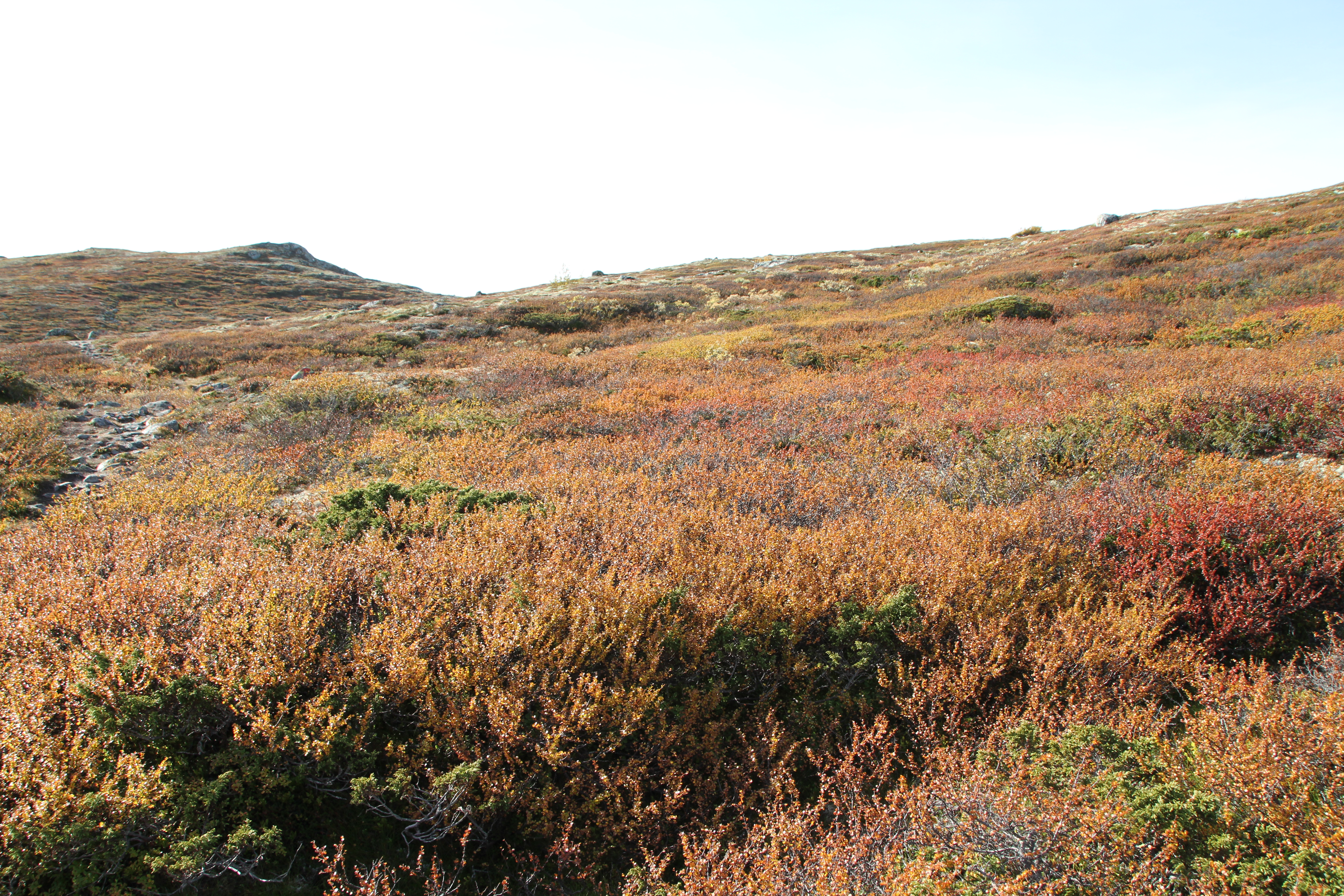
Bříza zakrslá (Betula nana) v tundře

### Arktické klima
Keříčková tundra – cirkumpolárně rozšířená vegetace v klimaticky příznivějších tundrových oblastech Eurasie a Severní Ameriky. Dominují zde nízké porosty brusnic, pěnišníků, bříza zakrslá, diapensie, vřesovcovité keříčky rodu kasiope, na vlhčích místech pak různé druhy trpasličích vrb (laponská, borůvkovitá, vlnatá, arktická a další); hojné jsou lišejníky nebo některé odolné plavuně (plavuníky či vranečky).

## Krajinářské a sadovnické využití

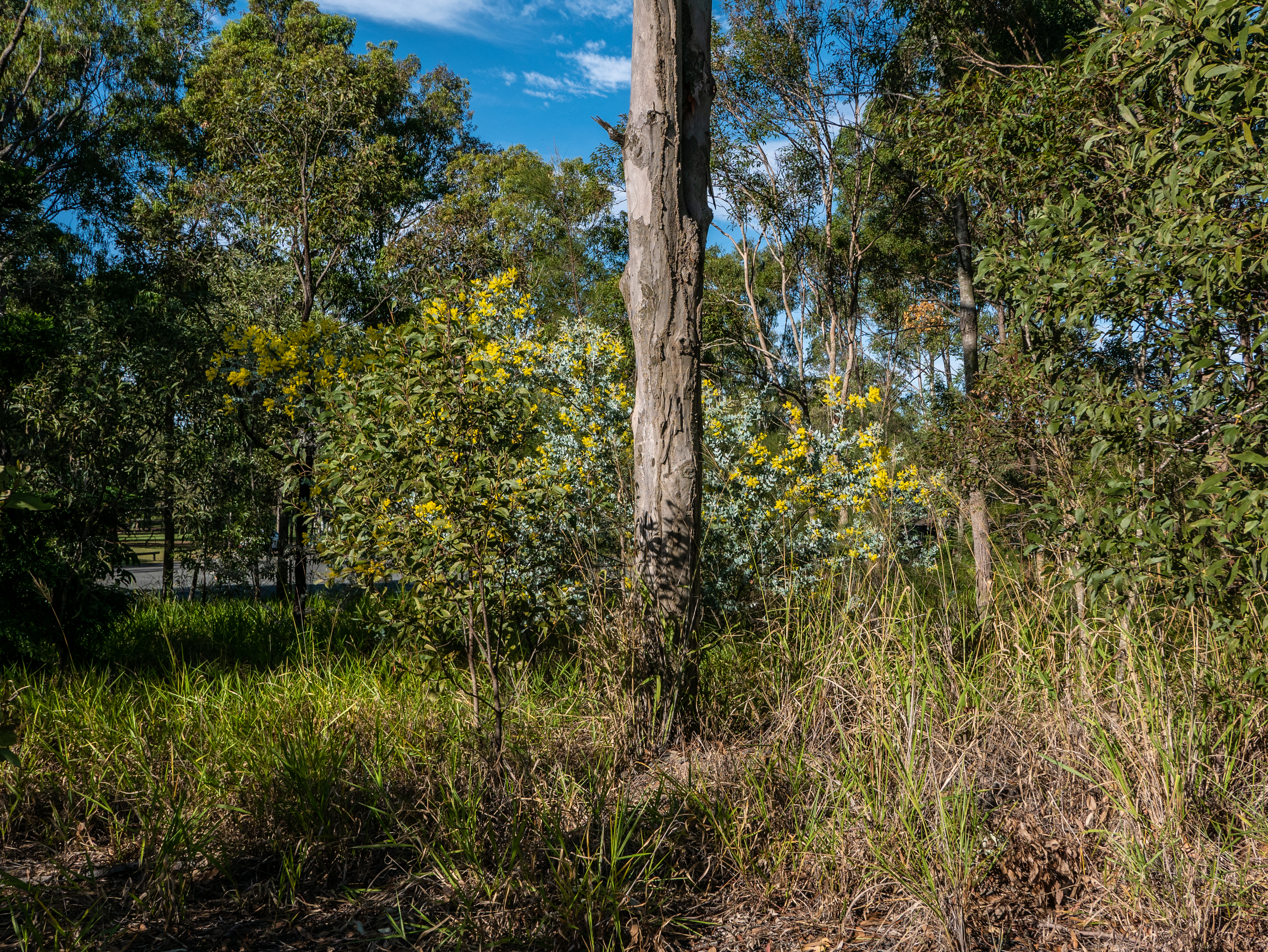
V oblastech s mediteránním klimatem se k rekultivacím užívají keřovité akácie, které se mohou invazně šířit do volné krajiny

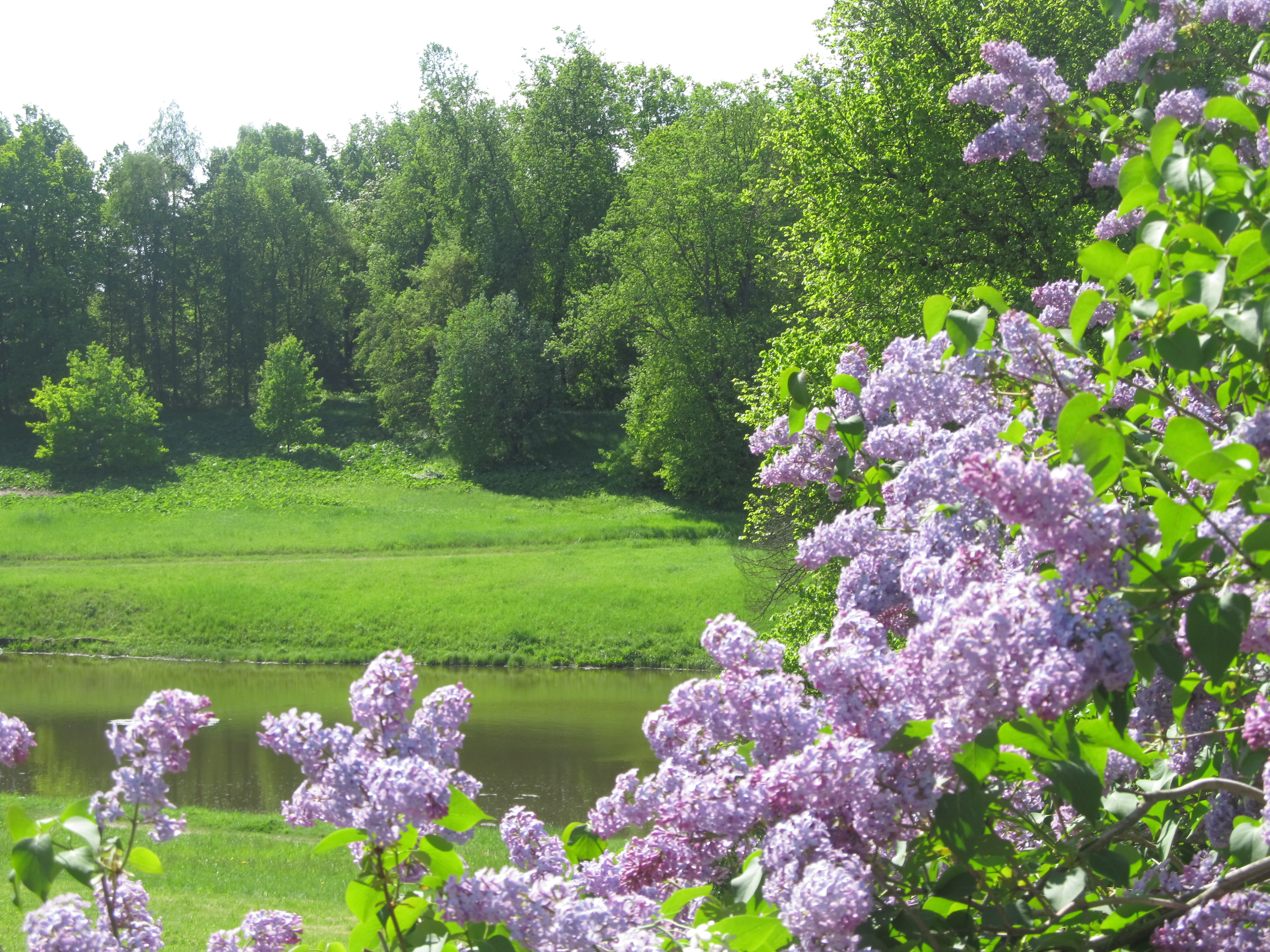
Parkové využití křovin

Krajinotvorná a estetická funkce různých křovinných porostů je bohatě využívána v krajinářské a sadovnické tvorbě, pro kterou keře v různých podobách skýtají mnohočetné využití. Ve volné krajině jde o nejrůznější aleje, remízky, pozemkové meze a zarůstající agrární valy, často liniového charakteru podél přírodních koridorů a cest. Využívají se při rekultivačních úpravách krajiny, budování větrolamů, při výsadbách biokoridorů a biocenter nebo k zazeleňování dálničních náspů, mohou též zarůstat různé skládky a výsypky. V aridních oblastech přispívají výsadby odolných křovin k zastavení či zpomalení dezertifikace krajiny, například výsadby saxaulů v Číně nebo v oblasti Aralského jezera. Při výsadbách ve volné krajině je vždy doporučeno využívat stanovištně a geograficky původní druhy dřevin.

Mezi útvary vznikající sadovnickými zásahy člověka patří živé ploty (jehličnaté i listnaté), kulisové či půdopokryvné pasáže plazivých kultivarů, stejně jako i efektní okrasné výsadby nápadně kvetoucích nebo barevně olistěných parkových solitérů či skupin, například v anglických krajinářských parcích. K oblíbeným polopřirozeným či přírodu napodobujícím zahradním biotopům patří různá vřesoviště, alpinka nebo zahradní klečoviště. Zahradní jezírka mohou naopak obrůstat pravidelně seřezávané keříky vrb.

## Křoviny v české legislativě
Křovinná vegetace coby rozptýlená krajinná zeleň je v české legislativě definována jako dřevina rostoucí mimo les, tedy „stromy a keře, jejich skupiny či liniové prvky, které rostou na nelesních pozemcích“, a jako taková je chráněna zákonem č. 114/1992 Sb. (Zákon o ochraně přírody a krajiny). Podle prováděcí vyhlášky Ministerstva životního prostředí č. 189/2013 Sb. je pro mýcení více než 40 m² křovin třeba žádat o povolení příslušného úřadu. Často bývá též součástí zákonných nebo registrovaných významných krajinných prvků (VKP), například jako meze, remízky, terasy, lemy okolo solitérních stromů a podobně.